# 香港知專設計學院

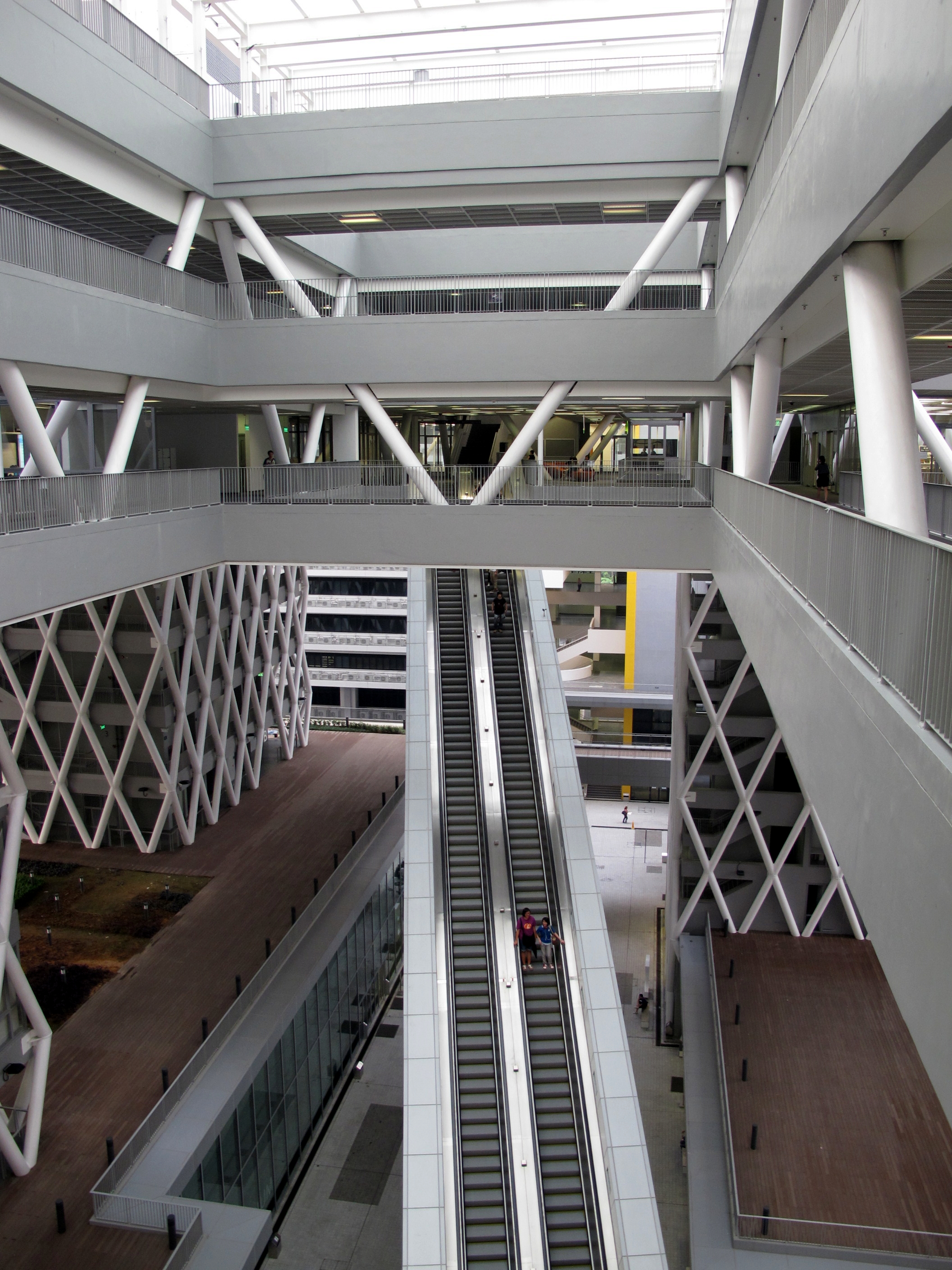
香港知專設計學院中庭，中央為直達高層平台的扶手電梯，是香港最長的室外扶手電梯，所以又稱為「天梯」。但自2017年起，服務可用率有4個月不達標。這條扶手電梯絕大多數時間僅開放予教員、學生和其他職員使用，只有部分開放日日子才公開使用。

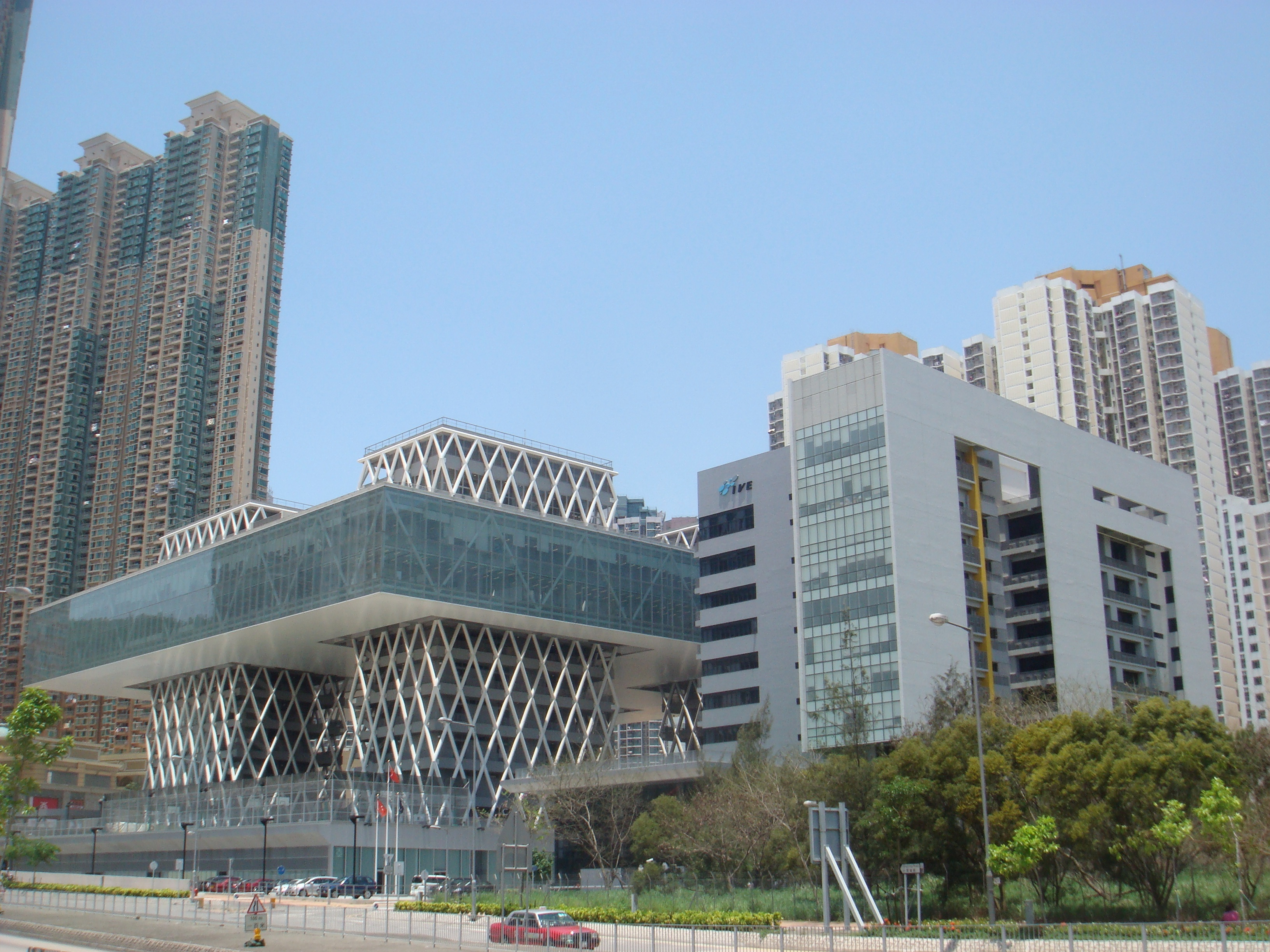
香港知專設計學院（HKDI）與香港專業教育學院李惠利分校調景嶺校舍外觀

香港知專設計學院（英語：Hong Kong Design Institute，縮寫：HKDI）為VTC機構成員。HKDI於2007年成立，旨在成為卓越的設計院校，提供具國際水平的設計教育及持續進修課程，包括建築、室內及產品設計、傳意設計、數碼媒體、以及時裝及形象設計，為創意工業培育優秀的設計人才。學院採取「思考與實踐」的教學理念，透過多元化的設計課程，加強學生對文化及環保的觸覺，促進跨學科的融匯交流，以啟發學生的創作思考。學院與業界保持緊密聯繫，透過與設計業界合辦的項目及實習計劃，讓學生獲取工作經驗，同時積極為學生提供海外交流的機會，拓闊國際視野。

## 歷史
自1979年下半年開始，教育司署已經在當時位於九龍塘的李惠利工業學院開辦設計學課程。
1993年，香港理工學院開辦的設計學高級文憑及高級證書課程改由香港科技學院(青衣)開辦。
1998年，觀塘工業學院印刷系（即後來的印刷及數碼媒體系）開辦數碼媒體文憑課程，成為香港第一間開辦數碼媒體課程的大專院校。
1999年，青衣分校設計系遷往沙田分校，沙田分校成為唯一開辦設計學職訓課程的IVE分校。
2005年11月，職業訓練局宣佈計劃將沙田分校設計系、觀塘分校印刷及數碼媒體系和葵涌分校時裝及紡織系合併，命名香港知專設計學院。
2007年，香港知專設計學院成立，並加入青衣分校開設的多媒體及數碼科技相關課程。

## 歷任院長
- 曾昭學（2007年9月1日－2008年1月1日）（由香港專業教育學院（沙田）院長兼任）
- 曾昭學（2008年1月2日－2011年5月19日）
- 馮崇裕（2011年5月20日－2012年8月31日）

自2012年9月起，香港知專設計學院院長兼任香港專業教育學院（李惠利）院長。
- 盧林（2012年9月1日－2017年9月3日）（兼任香港專業教育學院（李惠利）院長，下同）
- 王麗蓮（2017年9月4日－2025年7月4日）
- 林綺妮（2025年7月5日－）

## 學院標誌
學院標誌由丹麥知名品牌設計及視覺傳達專家Karsten Skjoldhoej設計。標誌是將學院的英文簡稱「HKDI」縱向放置，「HK」看起來就像中文的「天」字，而「DI」則是「地」字的普通話拼音，加起來就有「天地合一」的意思。
此設計還取材自道家天人合一標誌的概念。 HK橫向是天人，KD是合，I是一。

## 校舍

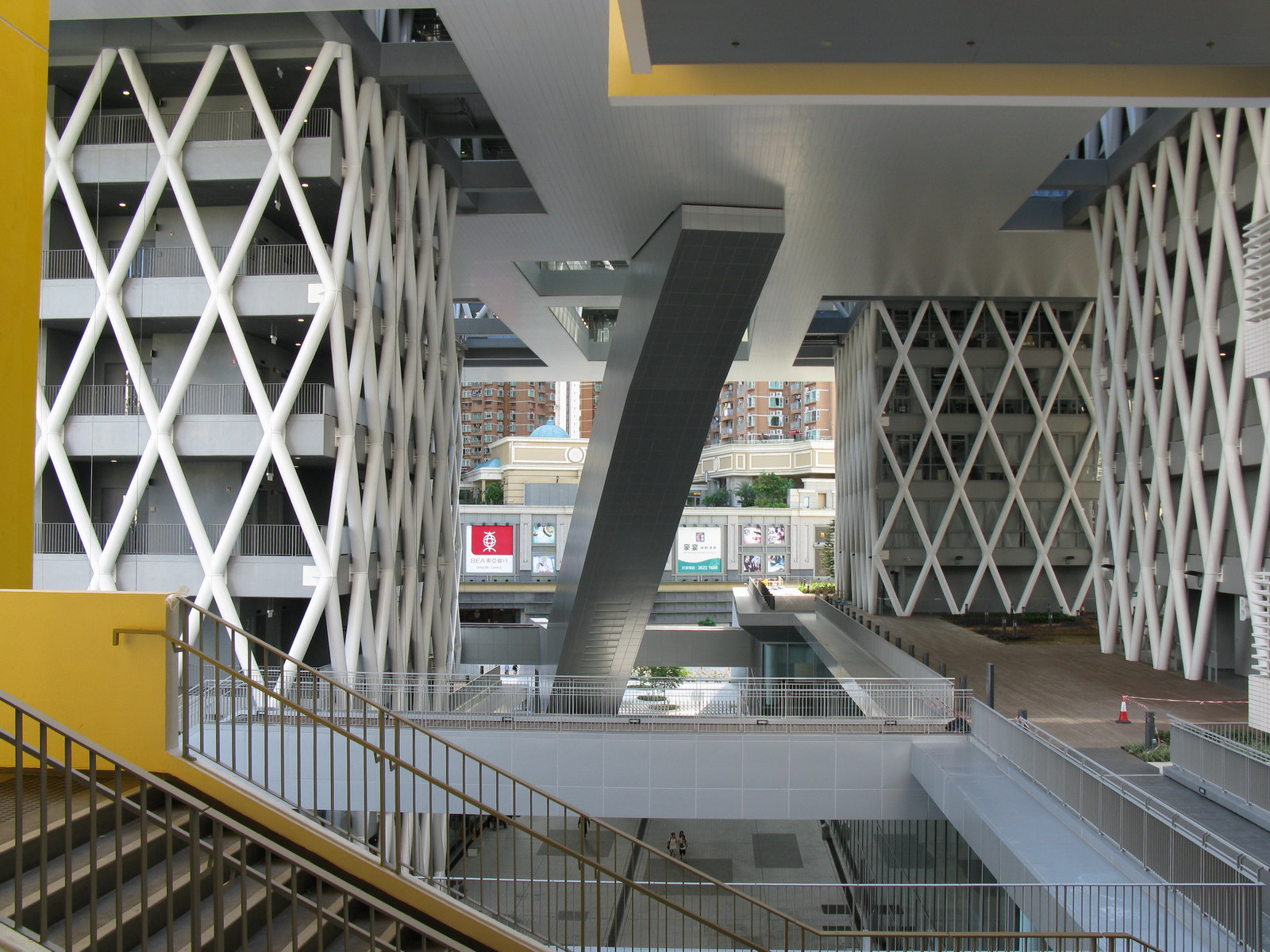
中庭空間

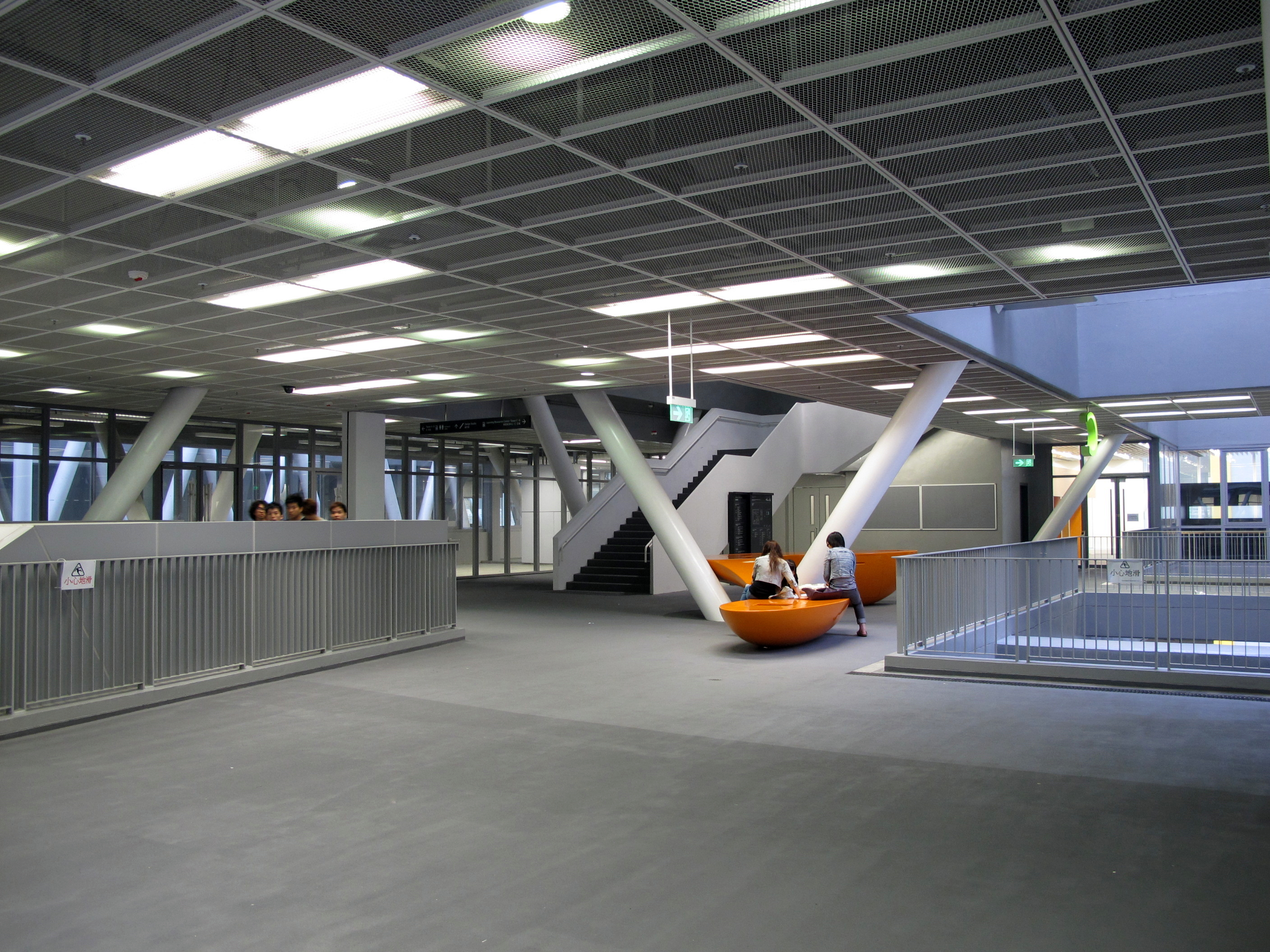
7樓空間

校址方面，政府於2005年表示向職業訓練局提供位於調景嶺第74區南（將軍澳新市鎮第87地段及部份第86地段；當年原擬建造居屋，後因無限期停售居屋而告終。學校位置即屋苑商場所在）作為成立學院之用，唯政府指建築物不會由學院單獨使用。
其後職訓局接受政府撥地，並於2006年4月初獲西貢區議會以大比數支持建校計劃。而於2006年5月1日，職訓局宣佈計劃於該地建校計劃。2007年6月22日香港立法會財務委員會通過撥款10.063億港元以供興建該院及毗鄰的李惠利分校新校舍。
職訓局表示，校舍總面積約42,995平方米，預期可容納約4,000名全日制學生。校舍建造工程在2007年8月動工，2010年落成啟用，而學院的課程已於9月由學系原屬的專教院分校遷至新校舍上課，而李惠利原址亦轉交東華三院和香港浸會大學用作特殊教育和大學宿舍用途。
香港知專設計學院的校舍營造一個開放且有動感的學習環境，藉此帶動具啟發性及互動的學習氛圍。學院設有先進及實用的設計工場、工作室、演講廳、展覽廳及學習資源中心，為高質素的設計教育提供優良配備。
設計學院校舍由法國建築公司「Coldefy & Associes」聯同巴馬丹拿設計，概念來自「一張飄浮於空中的白紙」，於2006的香港知專設計學院國際建築設計比賽奪得冠軍，它透過建築媒體表達了每一位設計師的共同理念。設計學院校舍以空中平台和4幢大型玻璃塔樓組成，建造費高達12億港元。
這張「白紙」在空中連繫院校其他用作教學用途的大樓，展示出跨部門協作的特點。強而簡潔的設計主調，為建築物底層提供了大量的活動空間。整幢學院由三個基本元素組成，分別為地面平台、四座教學大樓及空中平台。三個部份被玻璃及預製X字型鋼結構圍繞，突出「空中之城」浮起的感覺，既充滿詩意，同時亦展現一個充滿創意的環境。
學院四幢大型玻璃塔樓分為四座教學大樓，分別為Tower A、Tower B、Tower C、Tower D。另外，還有李惠利大樓（Tower LW）。
此外，由學院的設計大道與7樓之間設有香港最長扶手電梯，俗稱「天梯」，方便師生們由地面直達7樓校舍空間，基於保安理由，絕大多數情況下不對外開放，且有人在1樓入口看守。
整座建築物由五洋建設－華潤營造聯營承建。

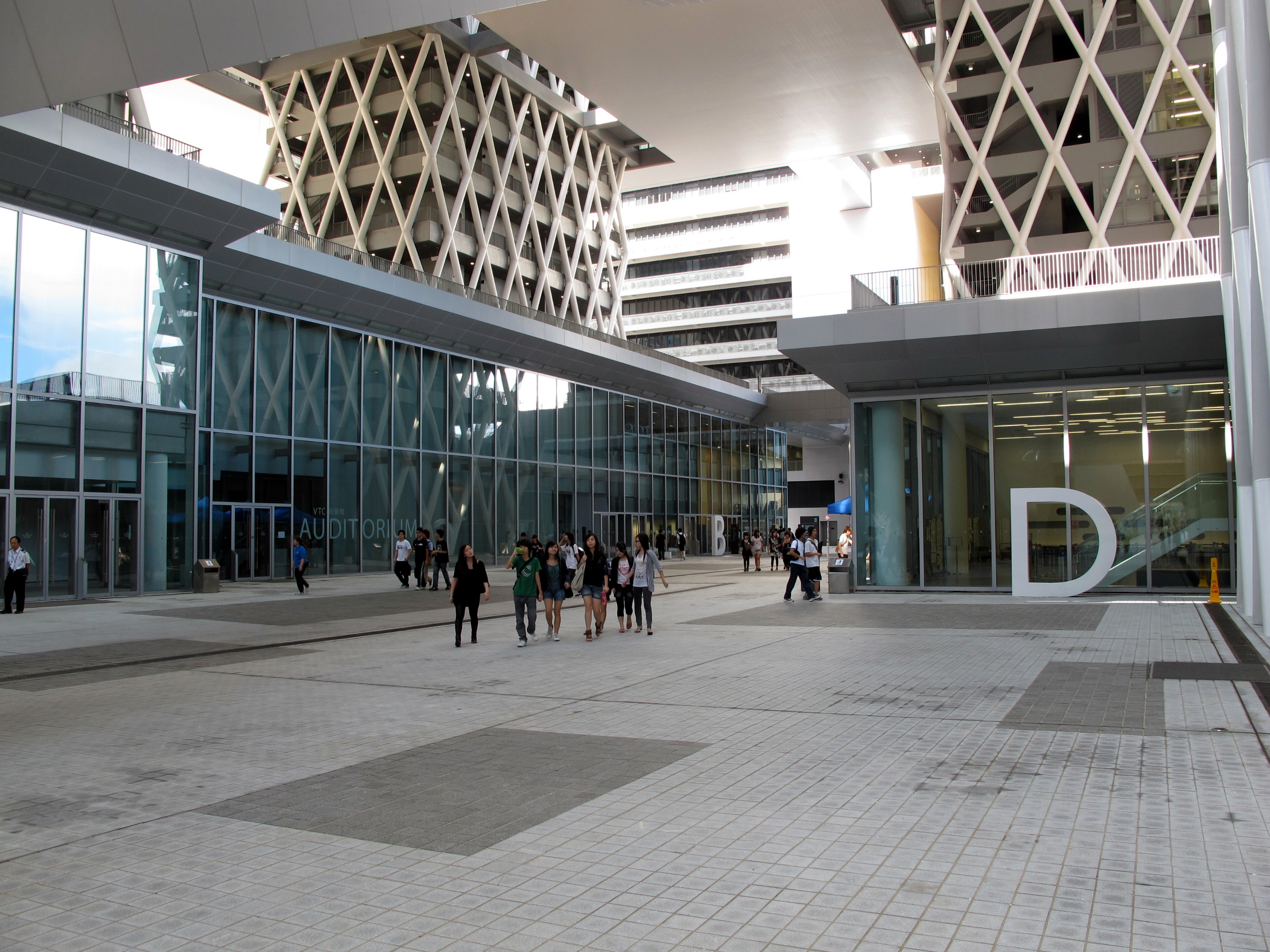
設計大道
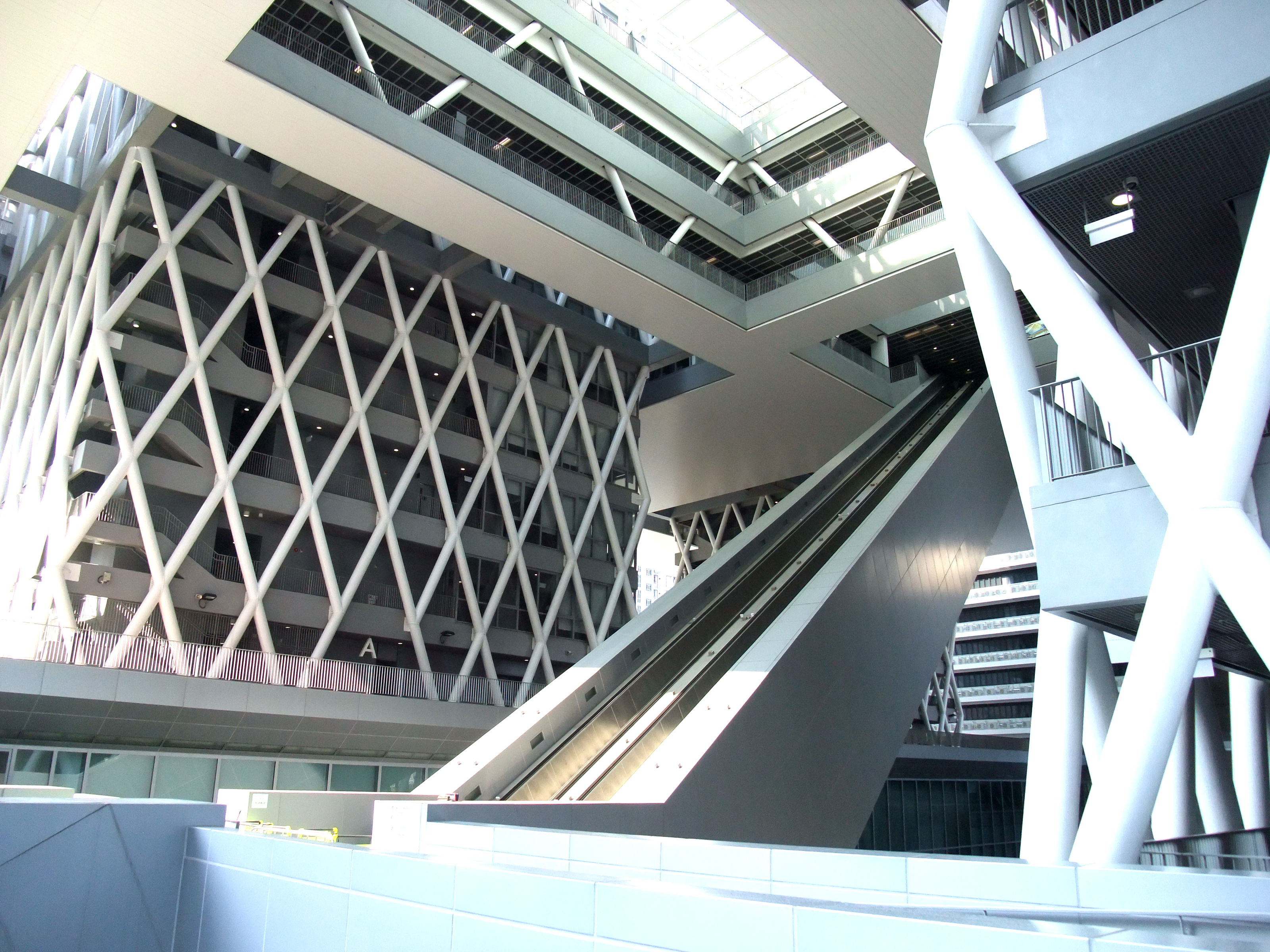
連接香港知專設計學院一樓和七樓的室外扶手電梯「天梯」
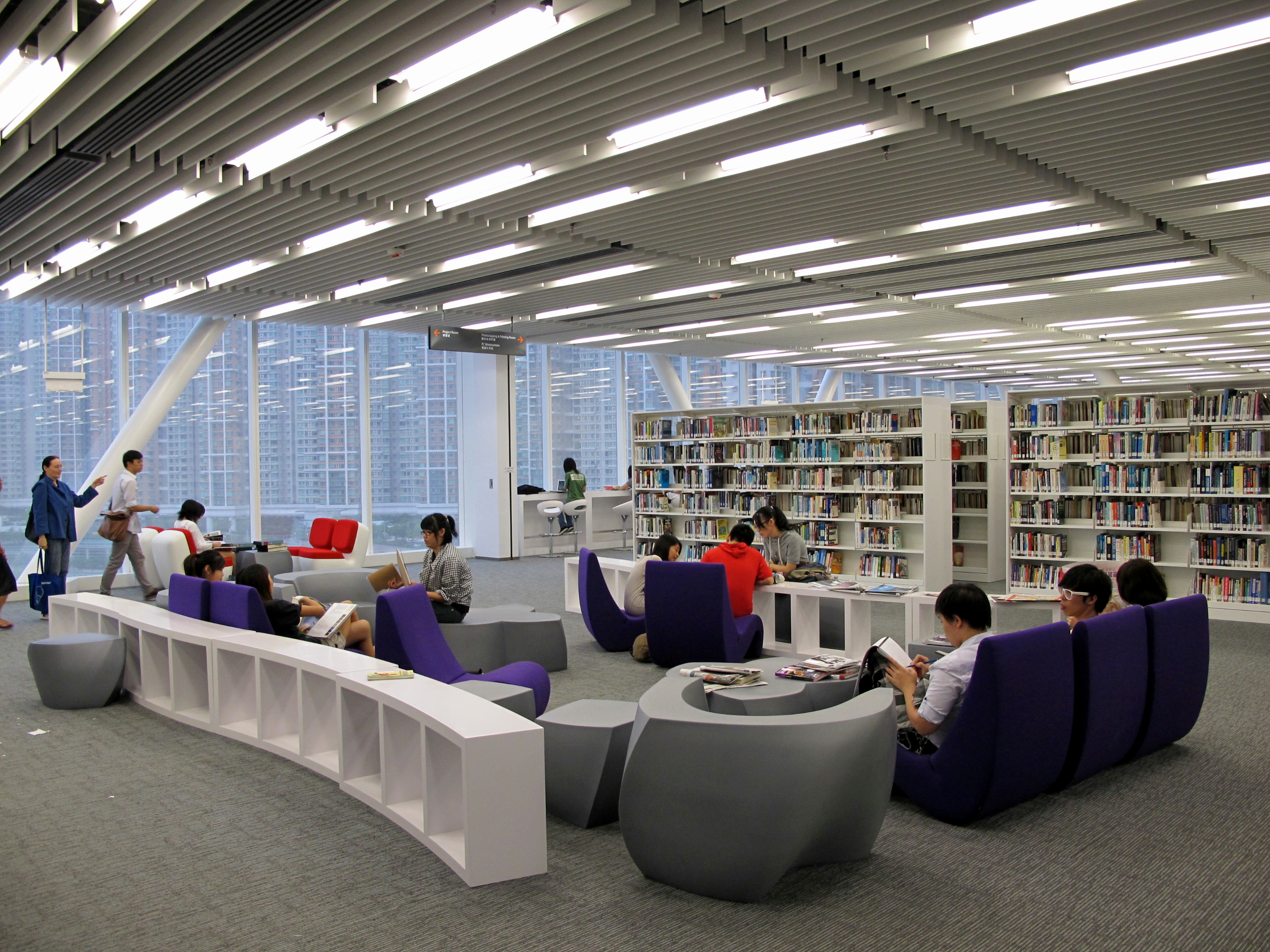
位於7樓的學習資源中心
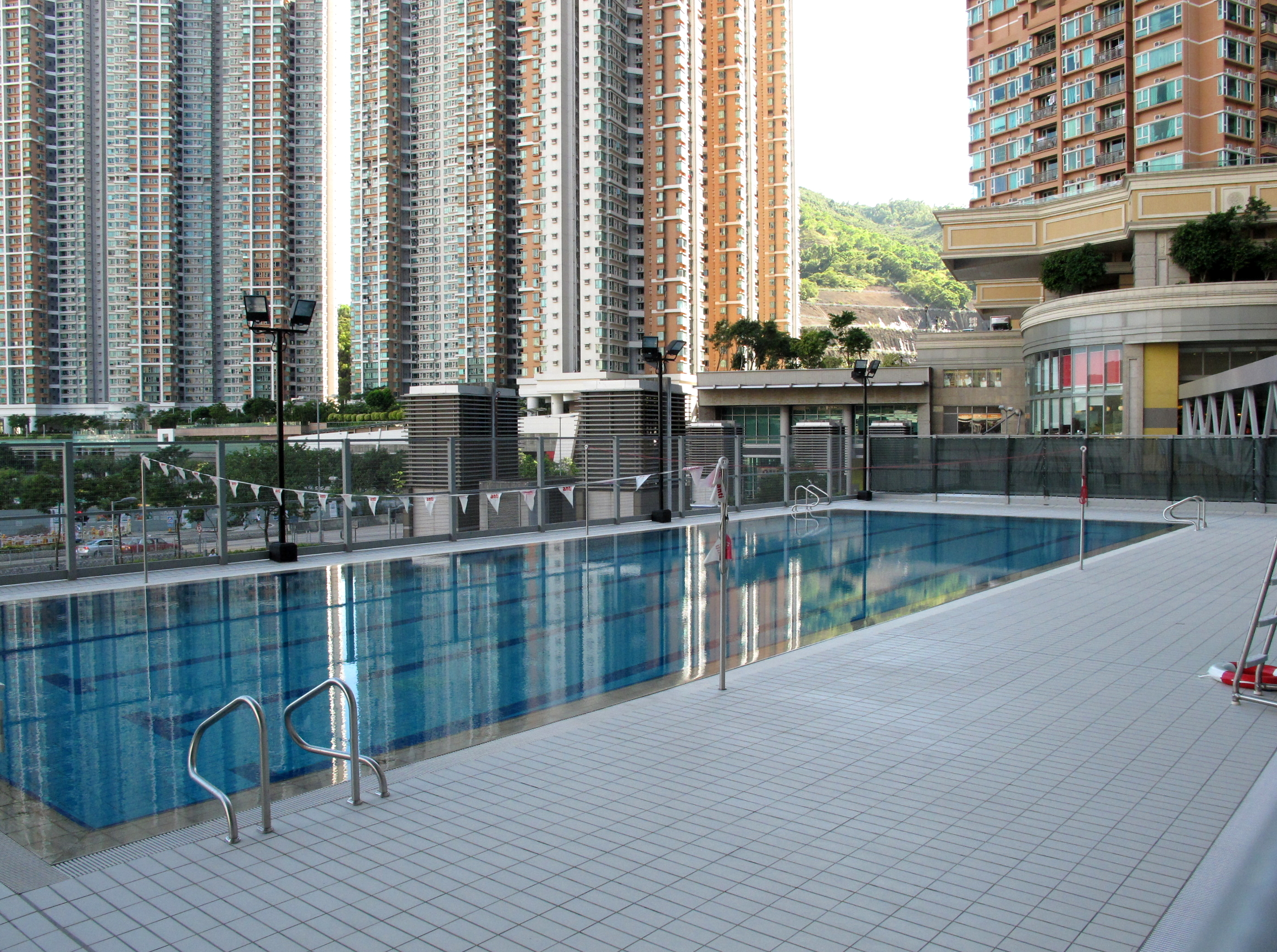
游泳池
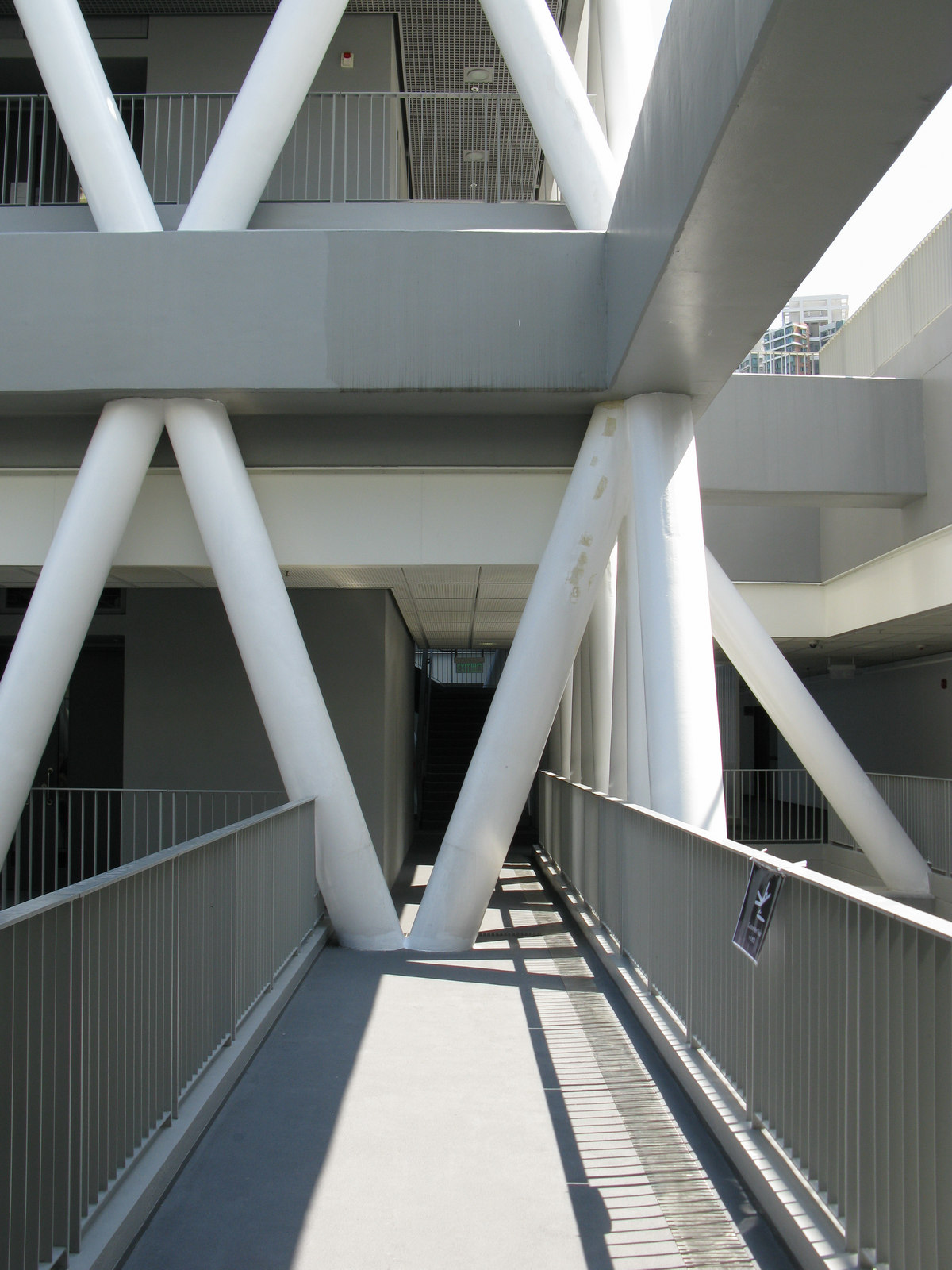
位於8樓的V形柱
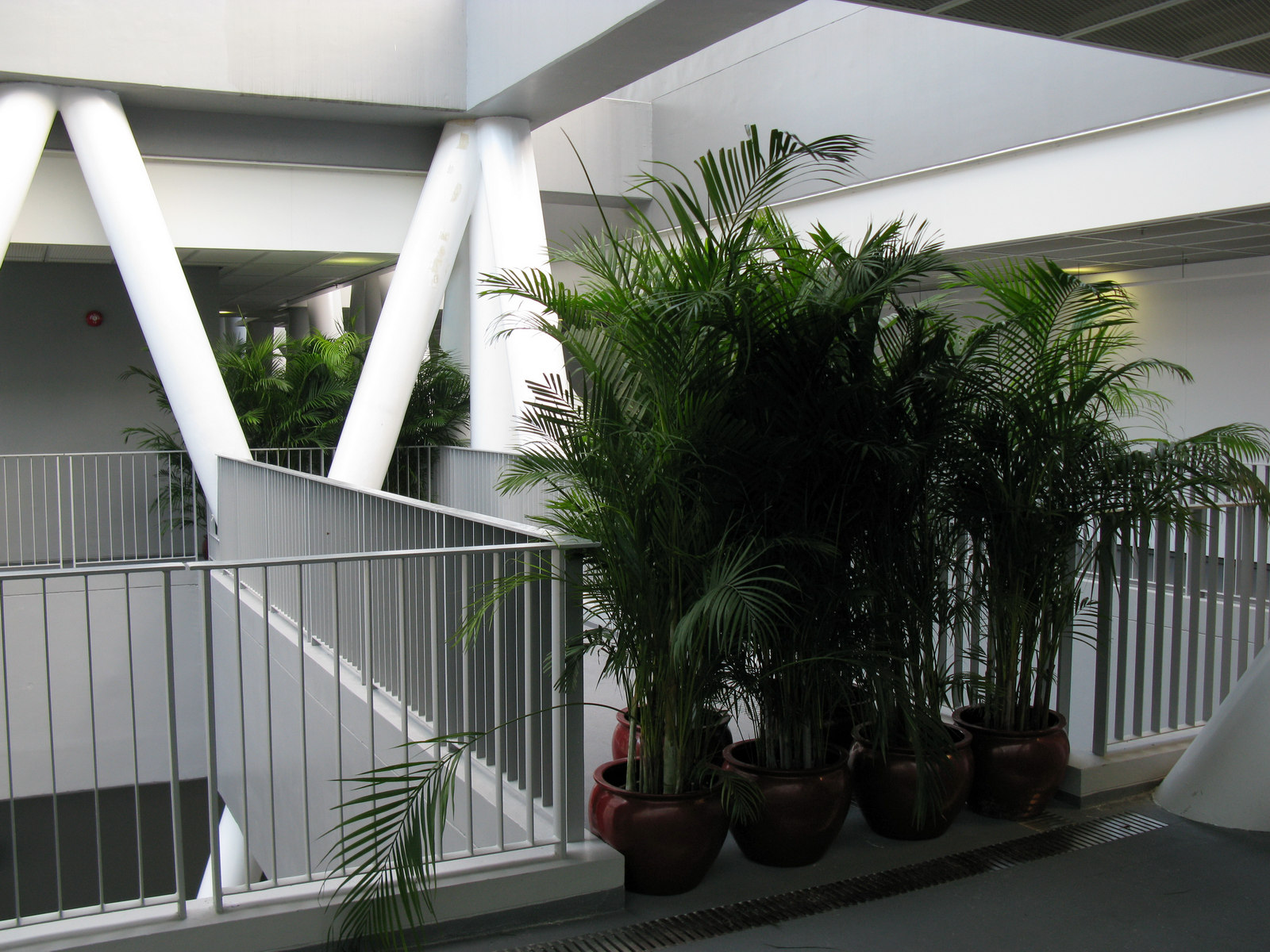
位於8樓的V形柱在報導後數天己被永久封閉
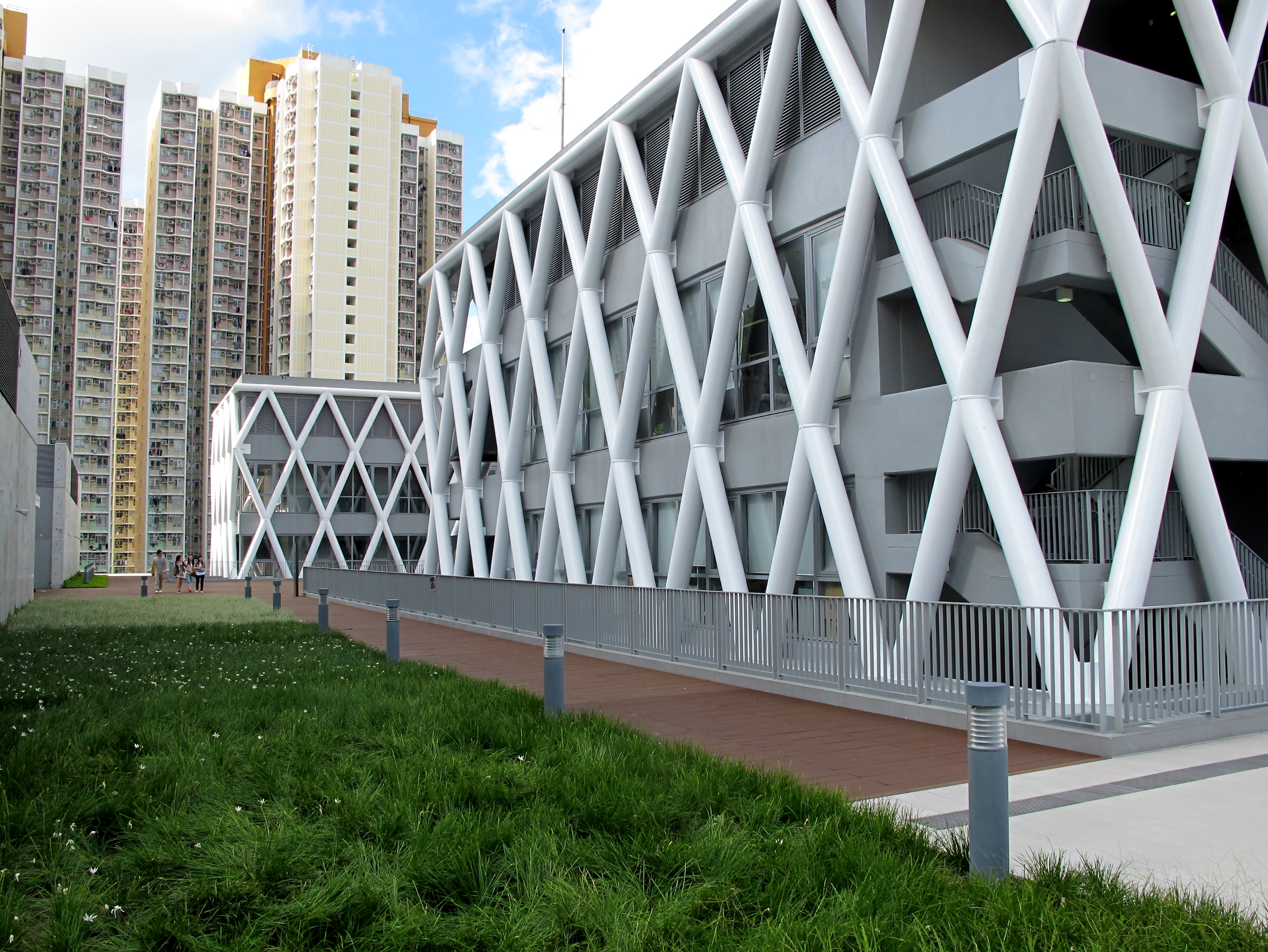
頂層設天台花園

## 設施
- 設計大道

全長達 125米 的設計大道貫通學院地面，連接兩旁的綜藝館、展覽場地及公共設施。設計大道被視為校園的「活動空間」開放而闊偌的通道不但為校園營造空間感，更利用兩旁的展覽及演藝場地匯聚設計氣息，為學生提供活動和誘發靈感的互動空間。

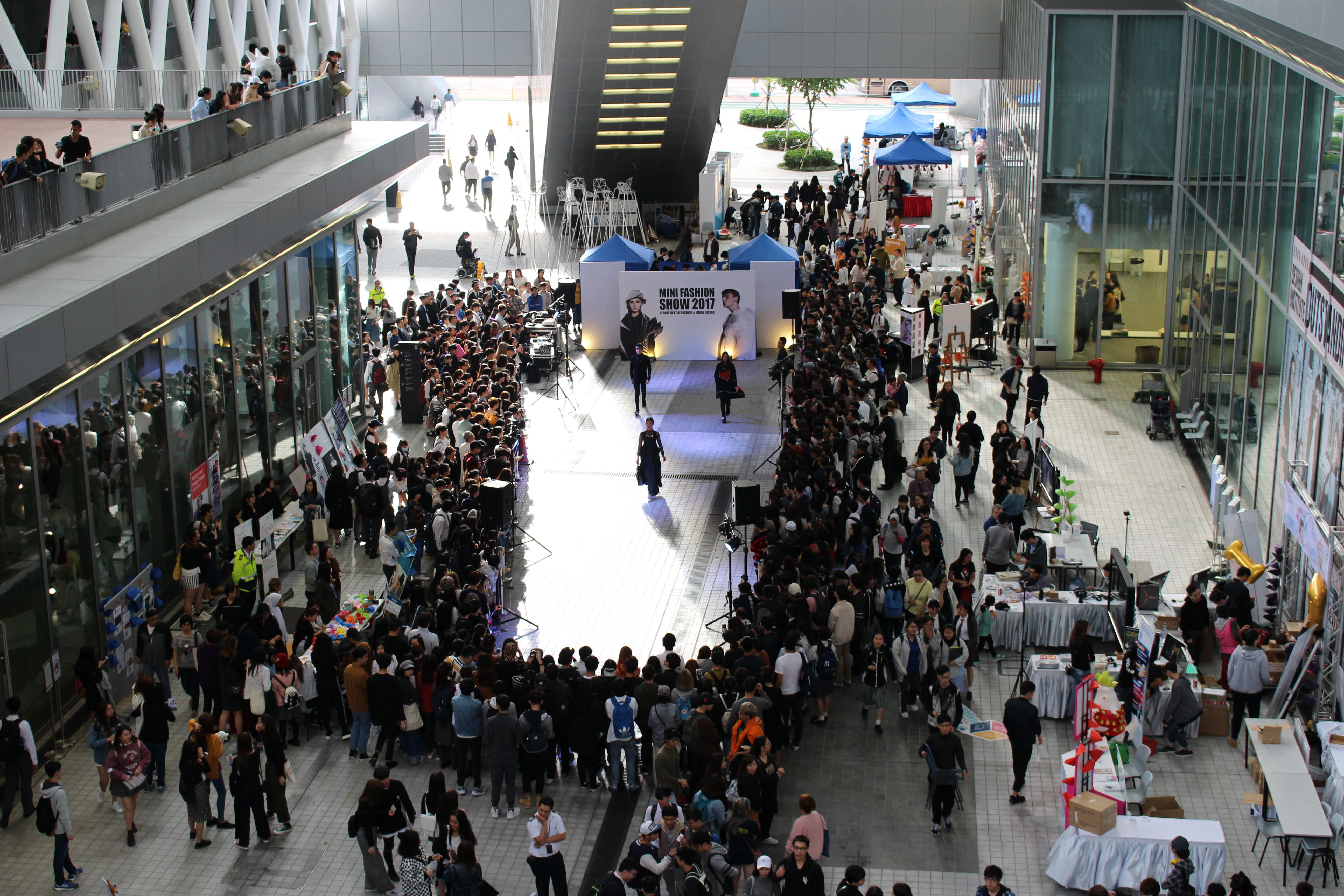
於HKDI 學院資訊日，小型時裝匯演於設計大道舉行。

- VTC 綜藝館

VTC 綜藝館佔地 963 平方米，可容納 700 多人。場地備有特別設計的音響設施，藉以提升各種不同表演、會議以及其他活動的音響效果。場館亦設有殘疾人士通道，是學院與社區互動共融的中心。
- d-mart

d-mart 佔地 1,040 平方米，提供寬廣的展覽空間以供學院舉行設計展覽，場館亦對外開放，可用於舉辦展覽、貿易和行業相關活動，以及展出學生作品。

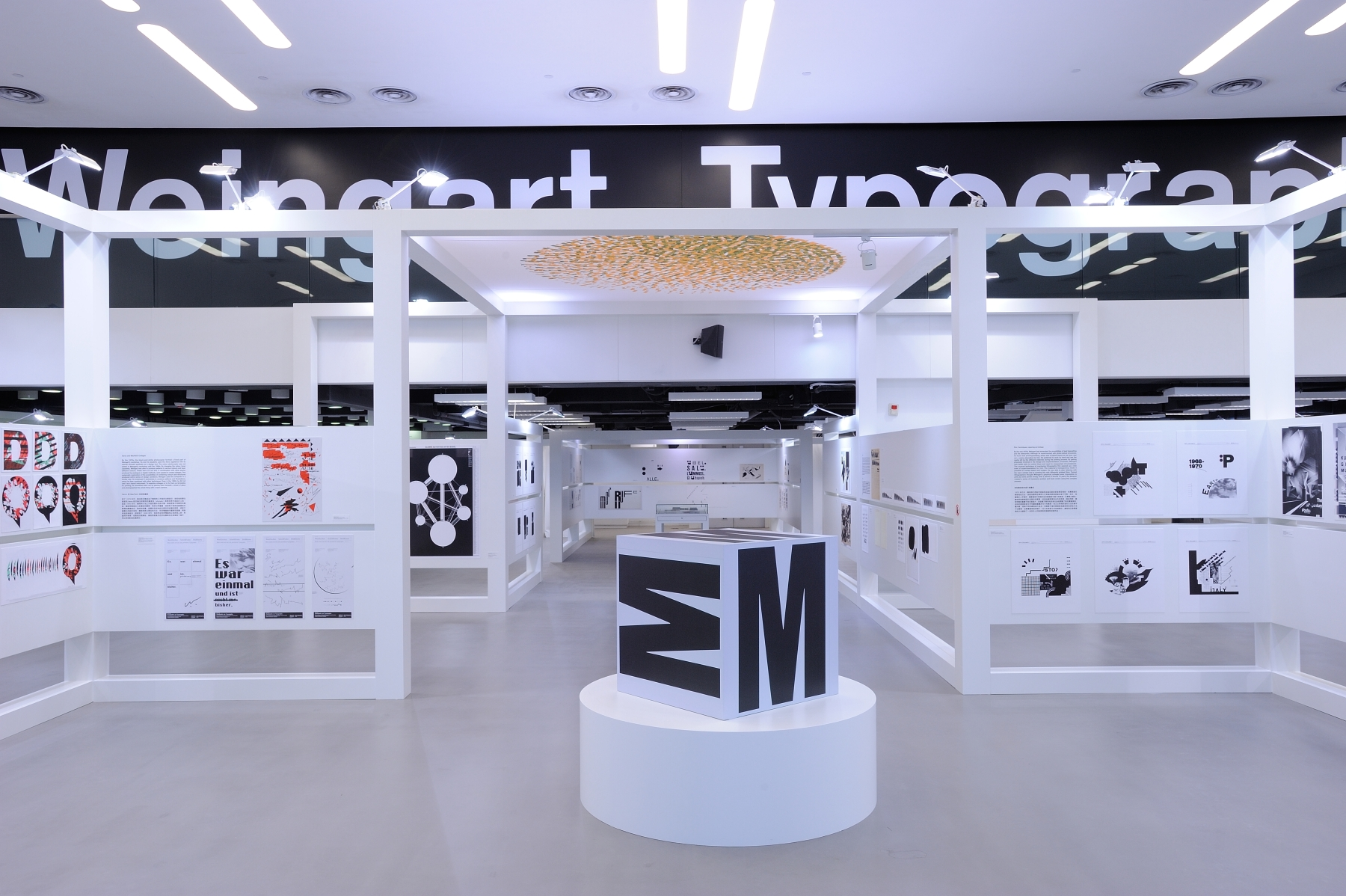
Weingart Typography 字體設計展覽
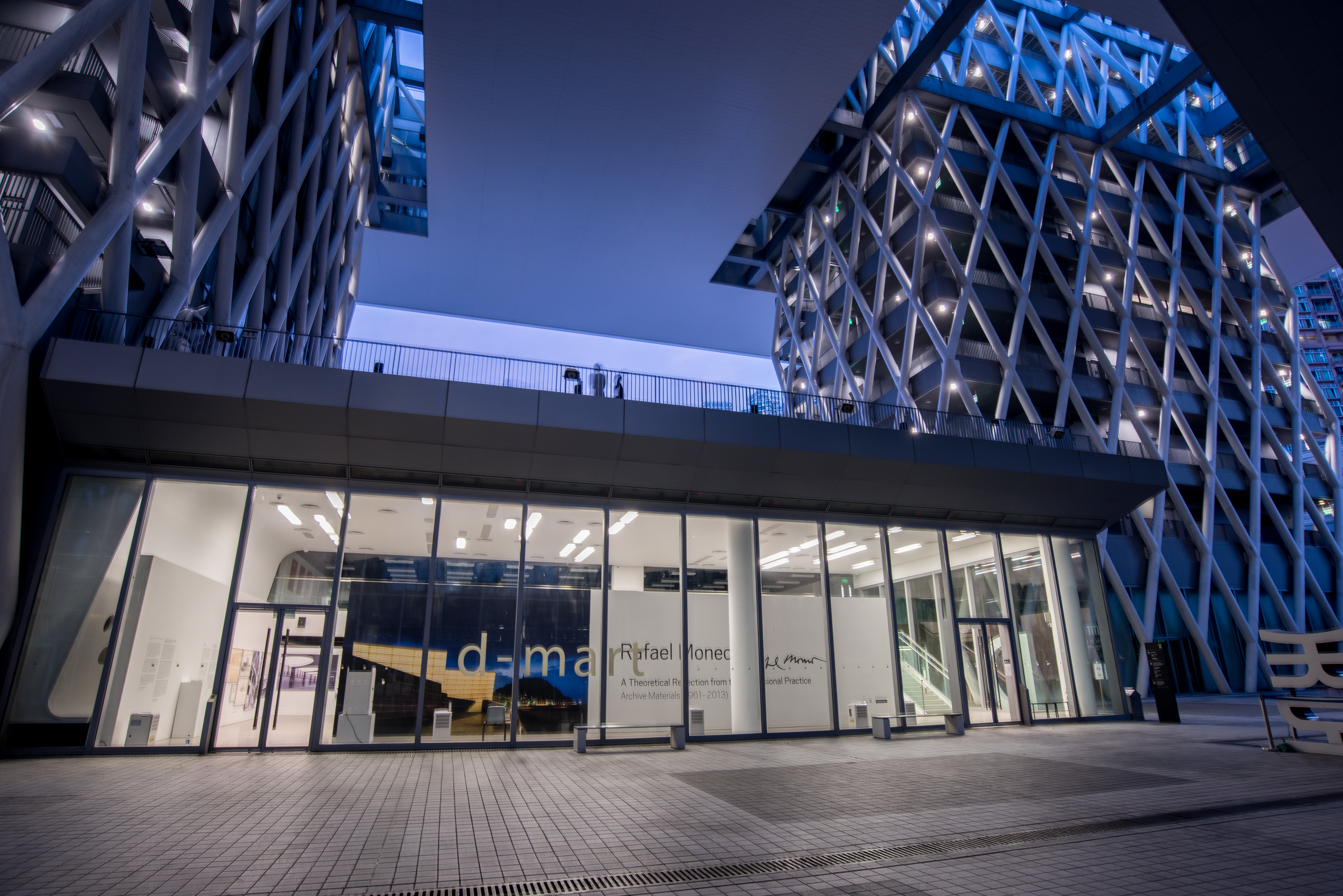
【Rafael Moneo 建 • 哲】展覽於2016至17年在 HKDI d-mart 舉行
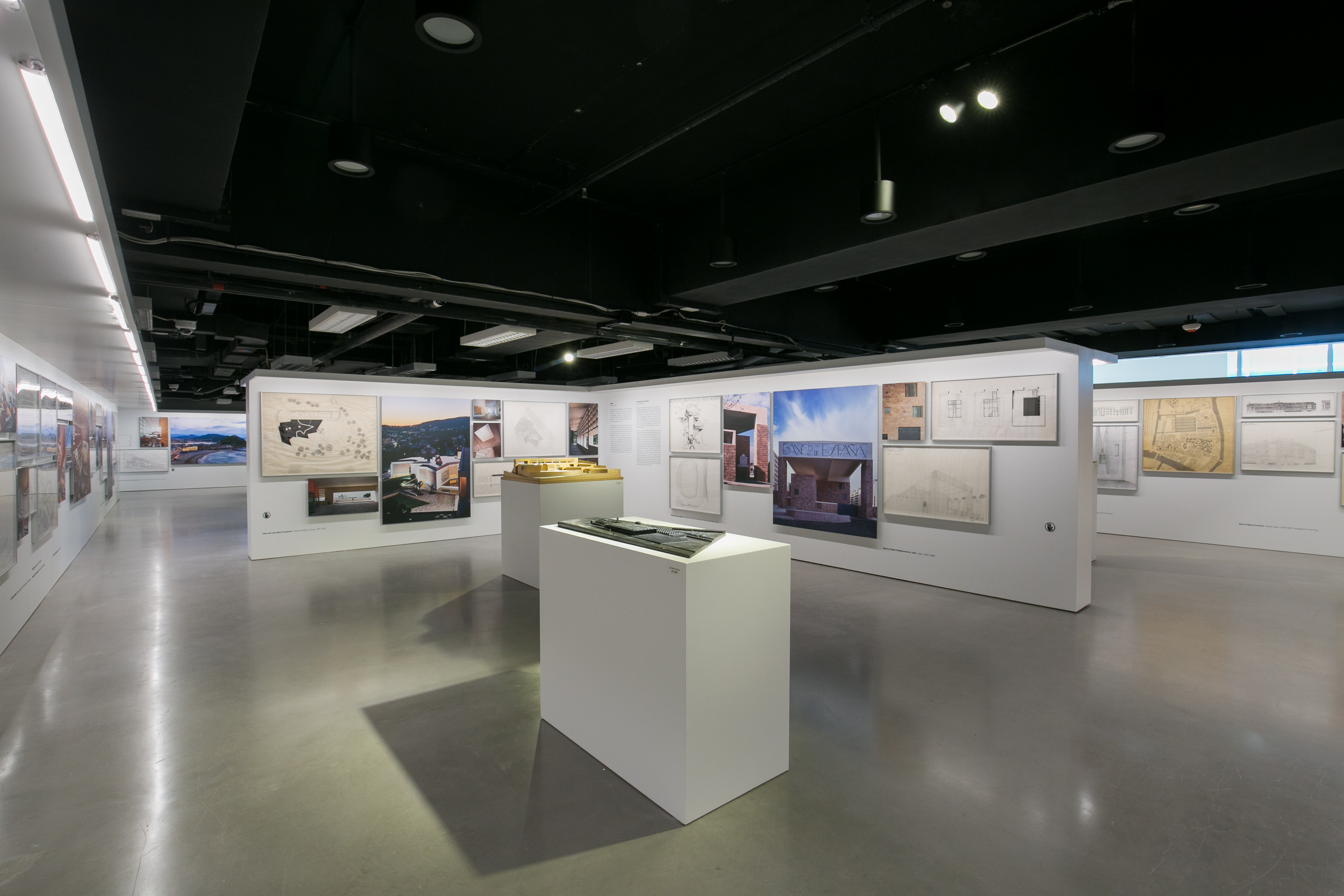
【Rafael Moneo 建 • 哲】展覽

- HKDI Gallery

HKDI Gallery 佔地 600 平方米，提供寬廣的展覽空間以供學院舉行設計展覽。場館亦對外開放，可用於舉辦展覽、貿易和行業相關活動，以及展出學生作品。

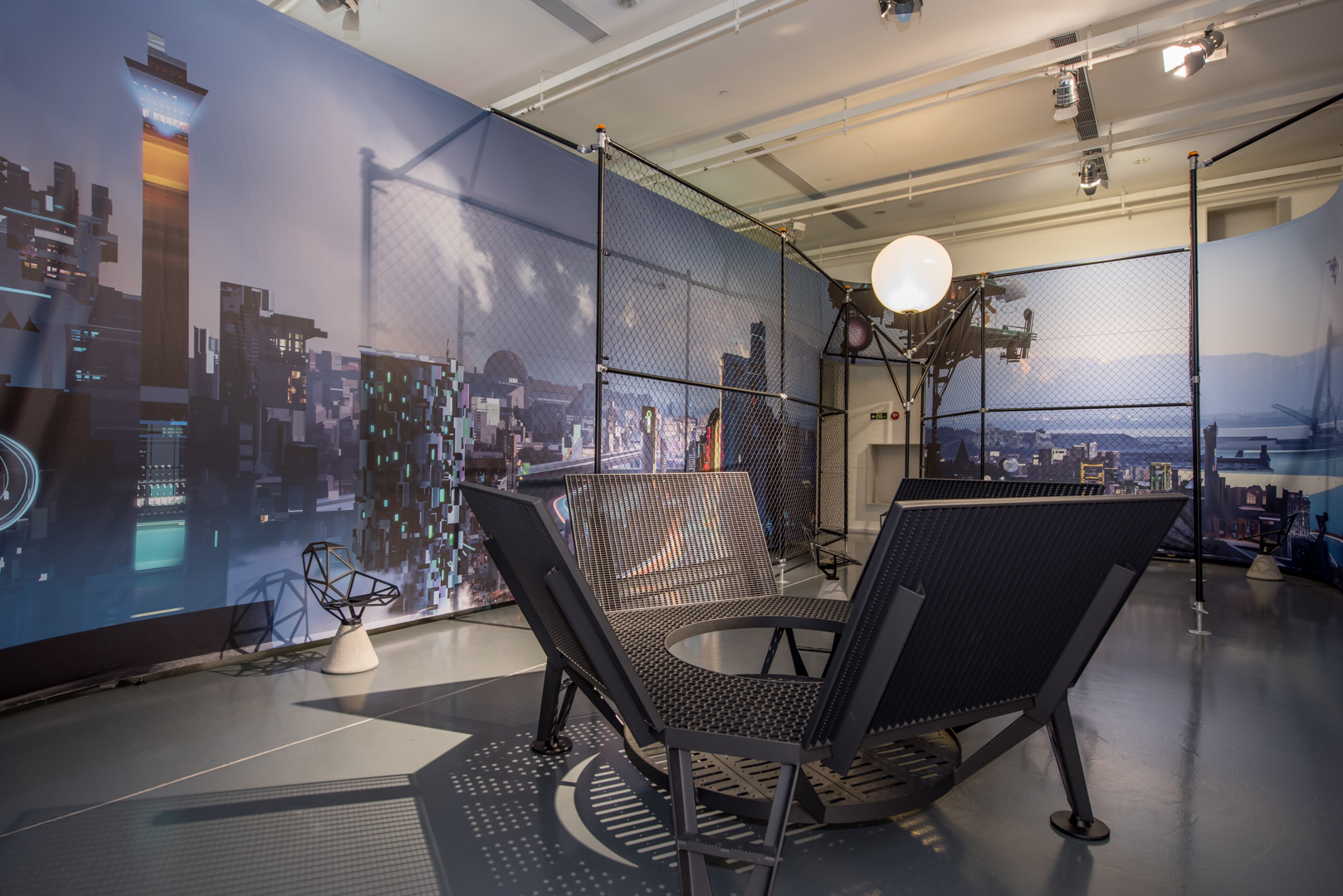
Konstantin Grcic 歷來最大型的個人專題展覽《大觀》於 HKDI Gallery 舉行
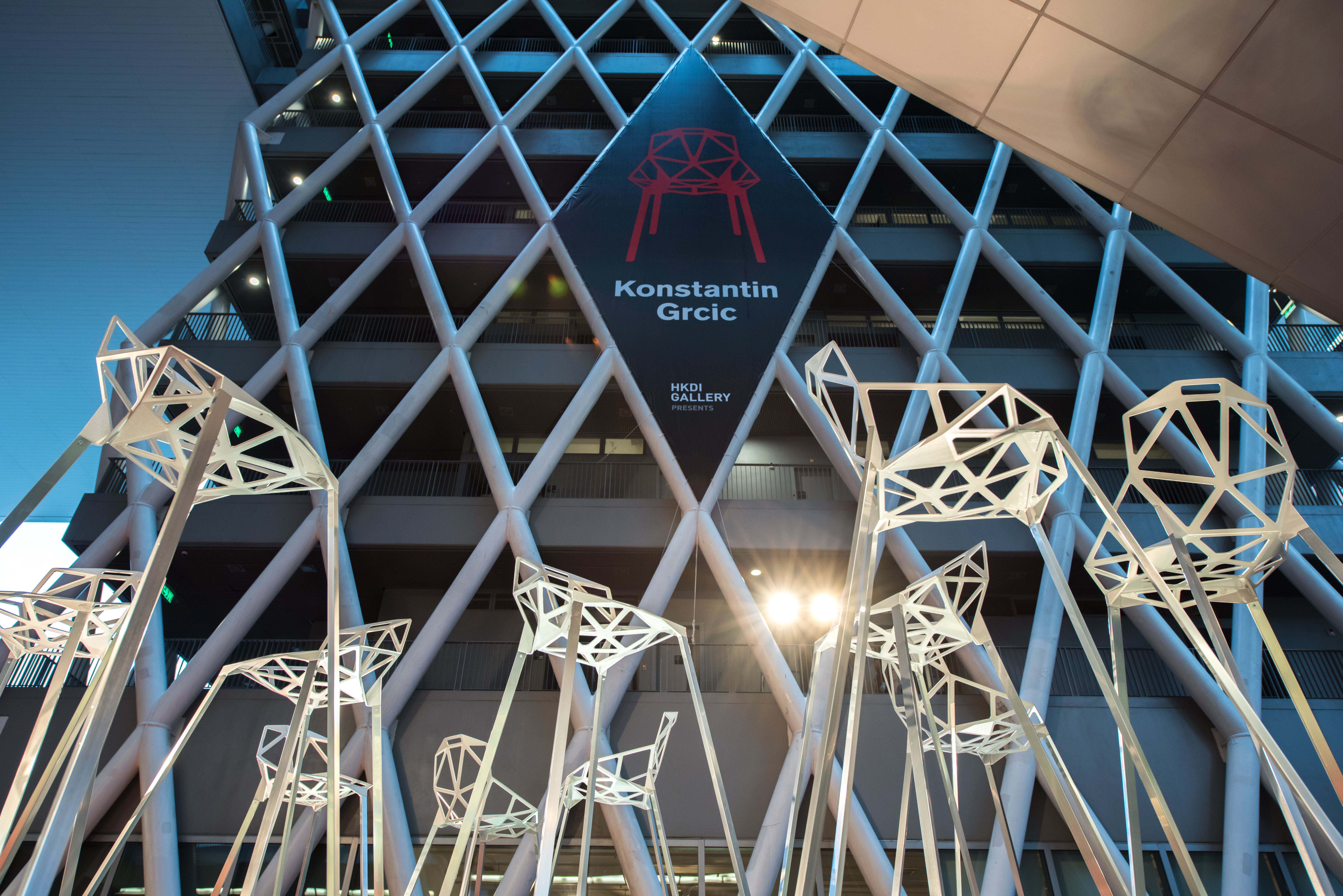
Konstantin Grcic 設計裝置 Jungle One 於 HKDI Gallery 前展出
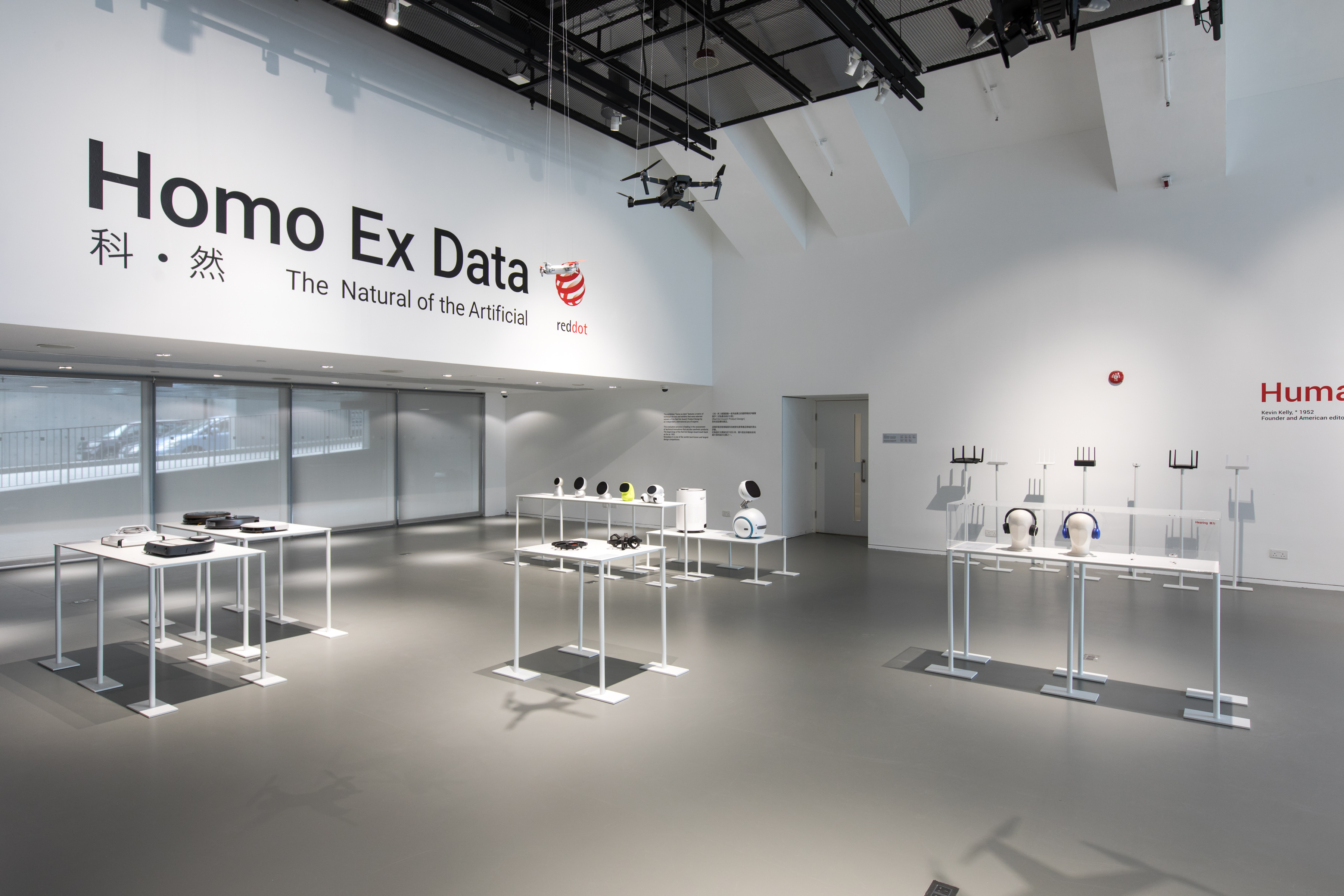
紅點設計展覽 《科‧然》Homo Ex Data 於 HKDI Gallery 舉行
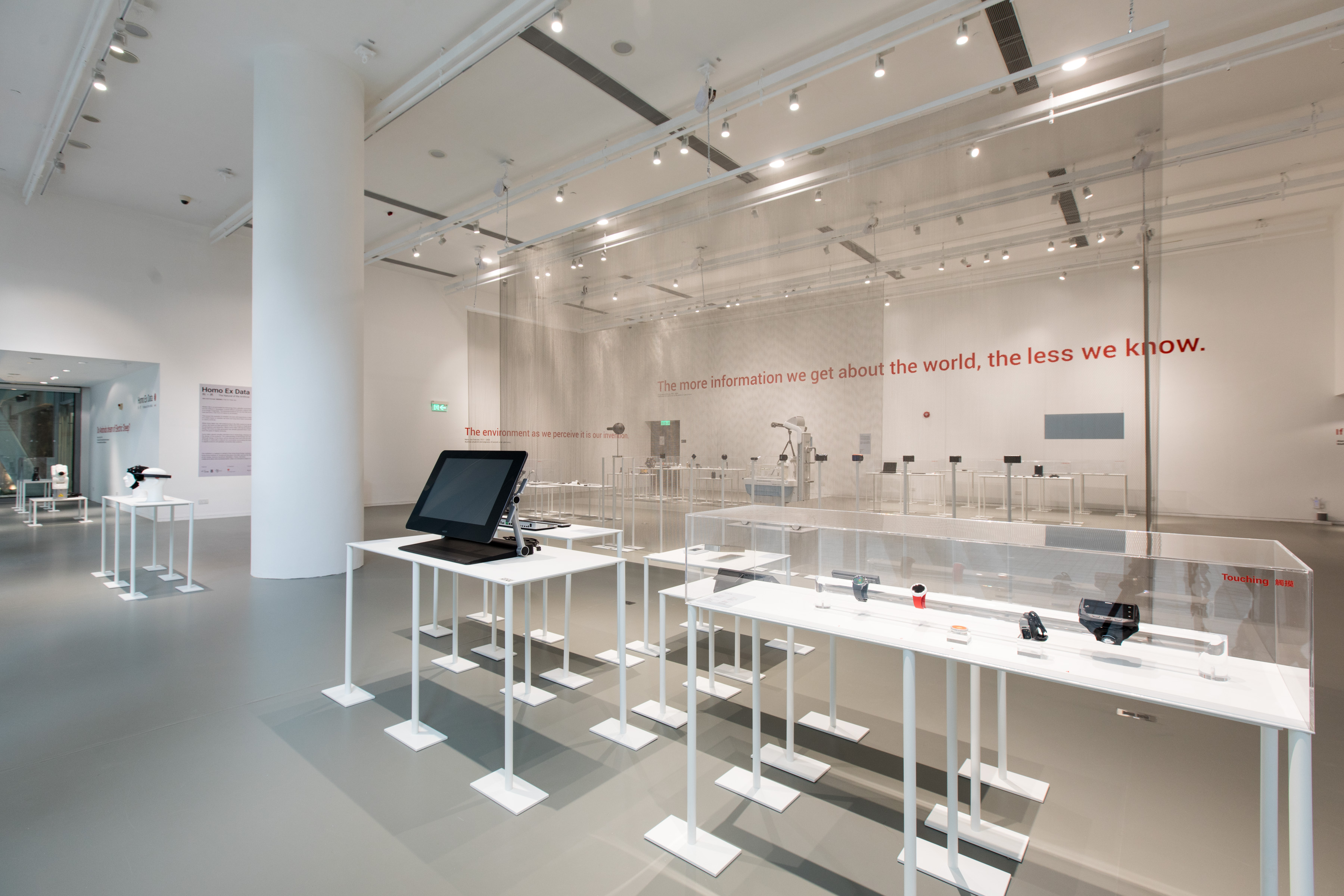
紅點設計展覽 《科‧然》Homo Ex Data
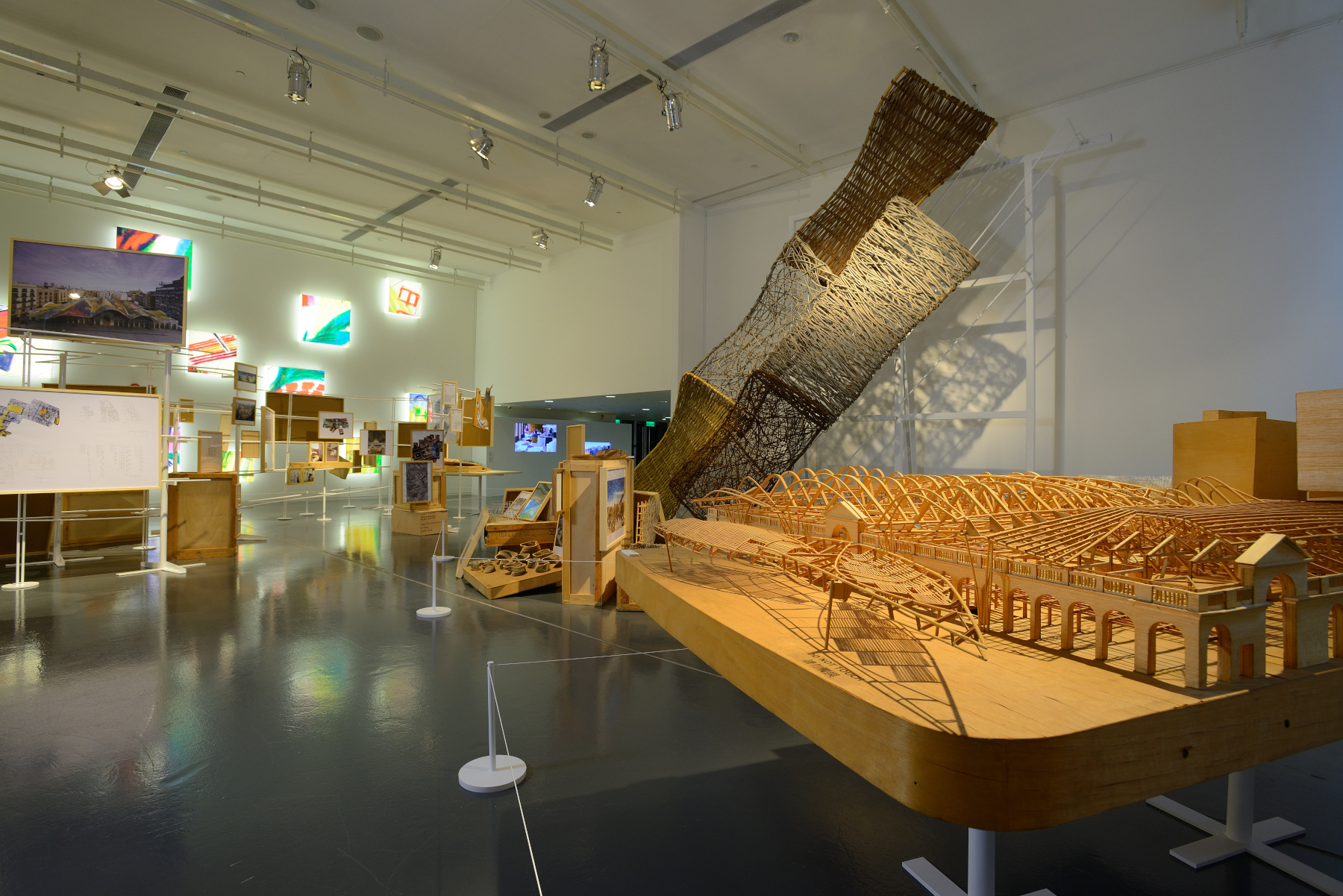
EMBT 建築設計展覽 Urban Regeneration 於 HKDI Gallery 舉行
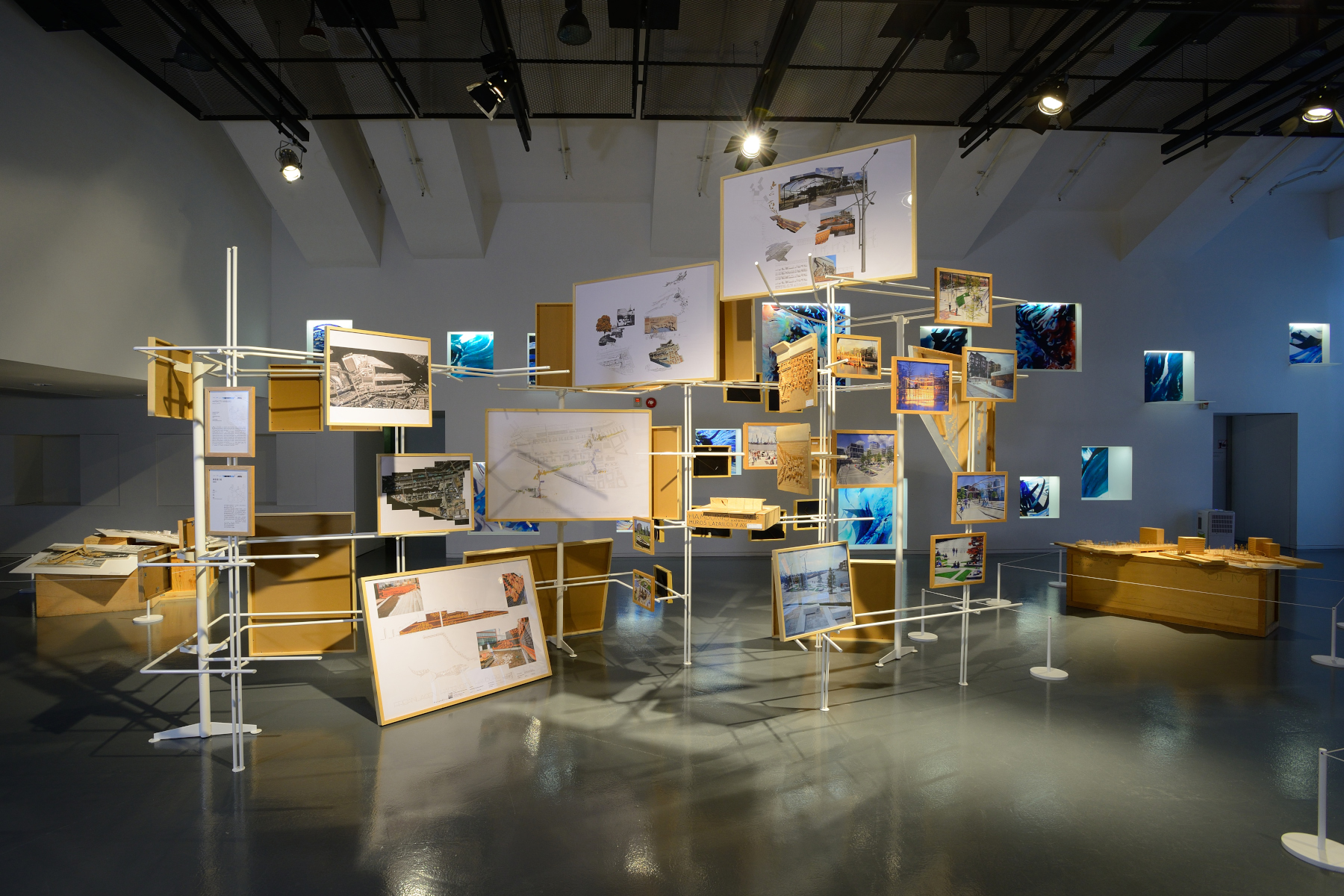
EMBT 建築設計展覽 Urban Regeneration

- HKDI 設創源

HKDI 設創源是一個全面的資料庫及互動學習平台，旨在促進學生、設計教育界、設計師及生產商在物料知識及相關應用方面的交流。

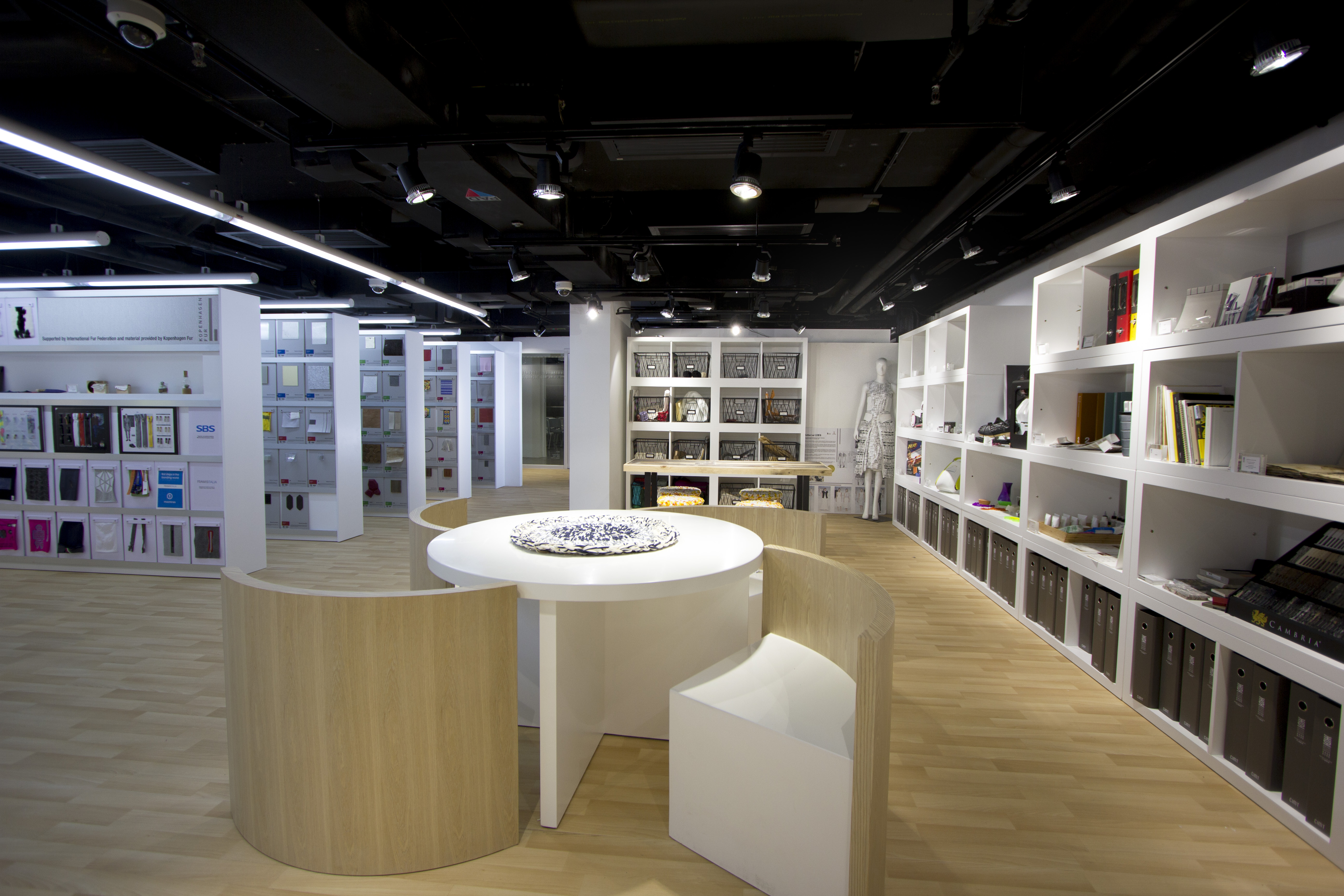
HKDI 設創源
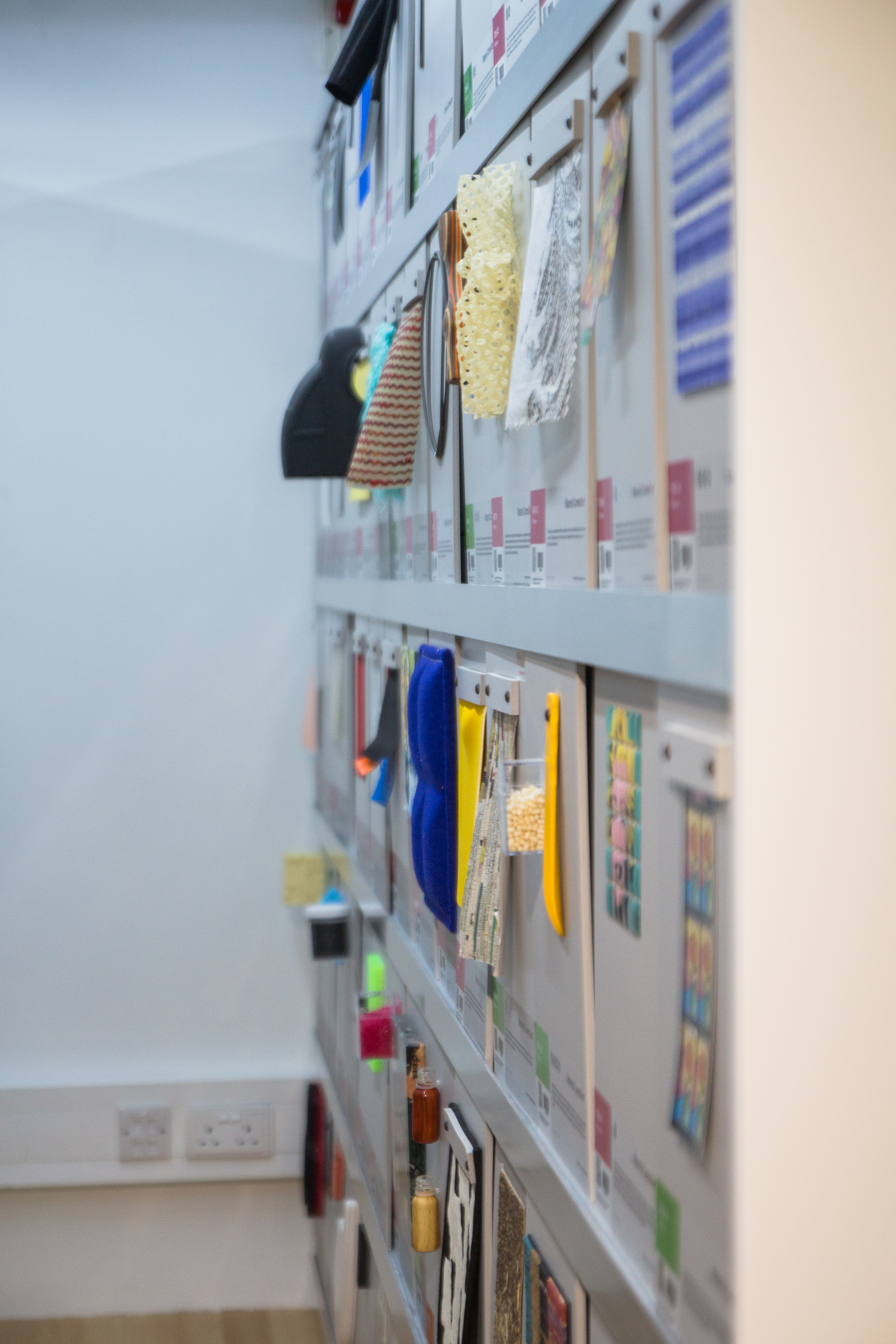
HKDI 設創源

- HKDI 時裝資料館

HKDI時裝資料館保存多件歷史悠久的時尚珍藏，涵蓋了歷史、民族、舞臺及世界各地著名品牌設計師的服飾。館內的藏品亦作教學用途，使用者可以從中學習分析和欣賞不同年代的審美觀，了解各類型服裝的款式及手工技藝。時裝資料館總面積為 360 平方米，透過這個互動平台，參觀者亦可欣賞館內的時尚珍藏，藉此深入了解及體驗時裝設計、時尚文化和時裝界的發展歷史。

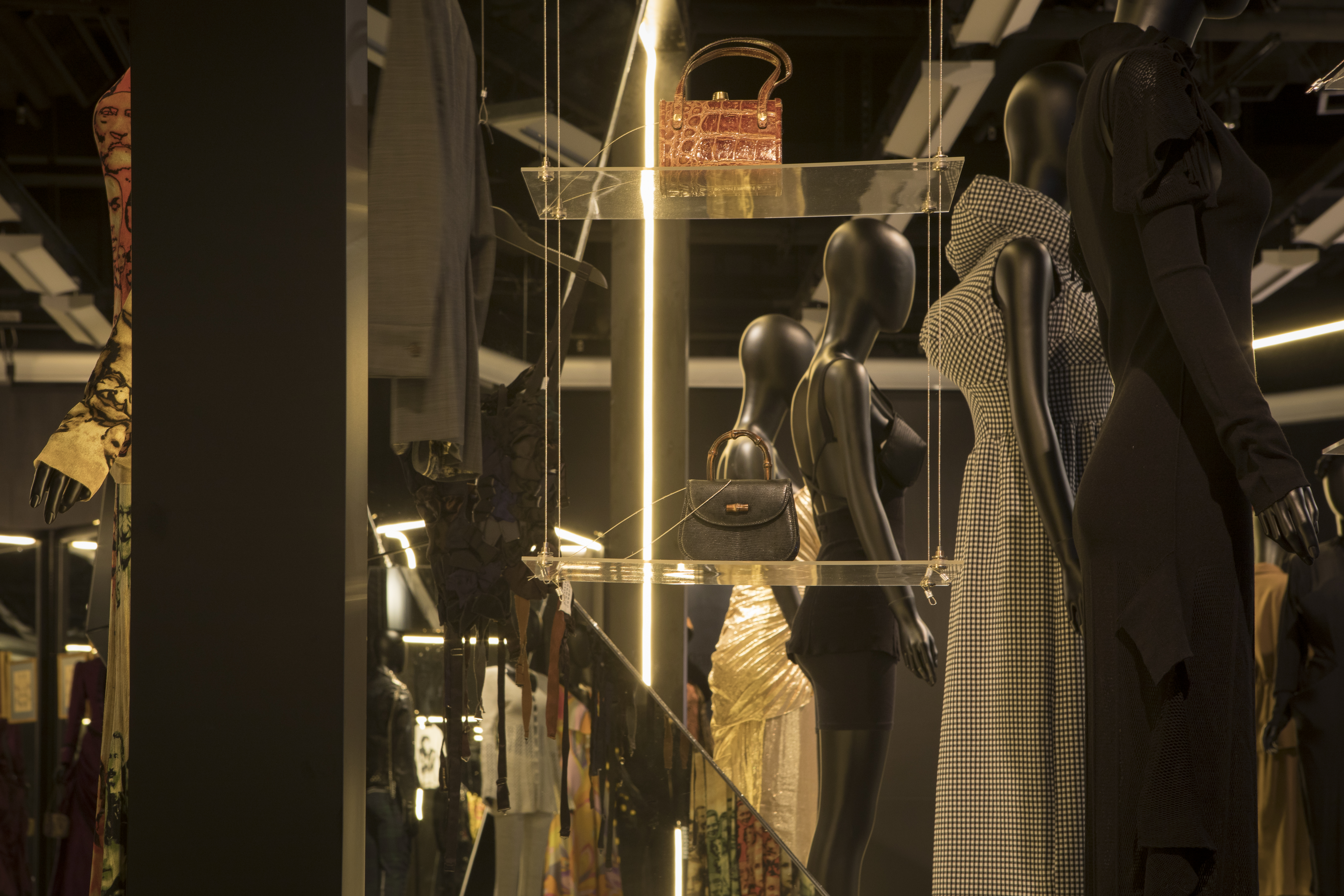
HKDI 時裝資料館 Fashion Archive 開幕展覽 <<Fashionlution>> 時裝100年展
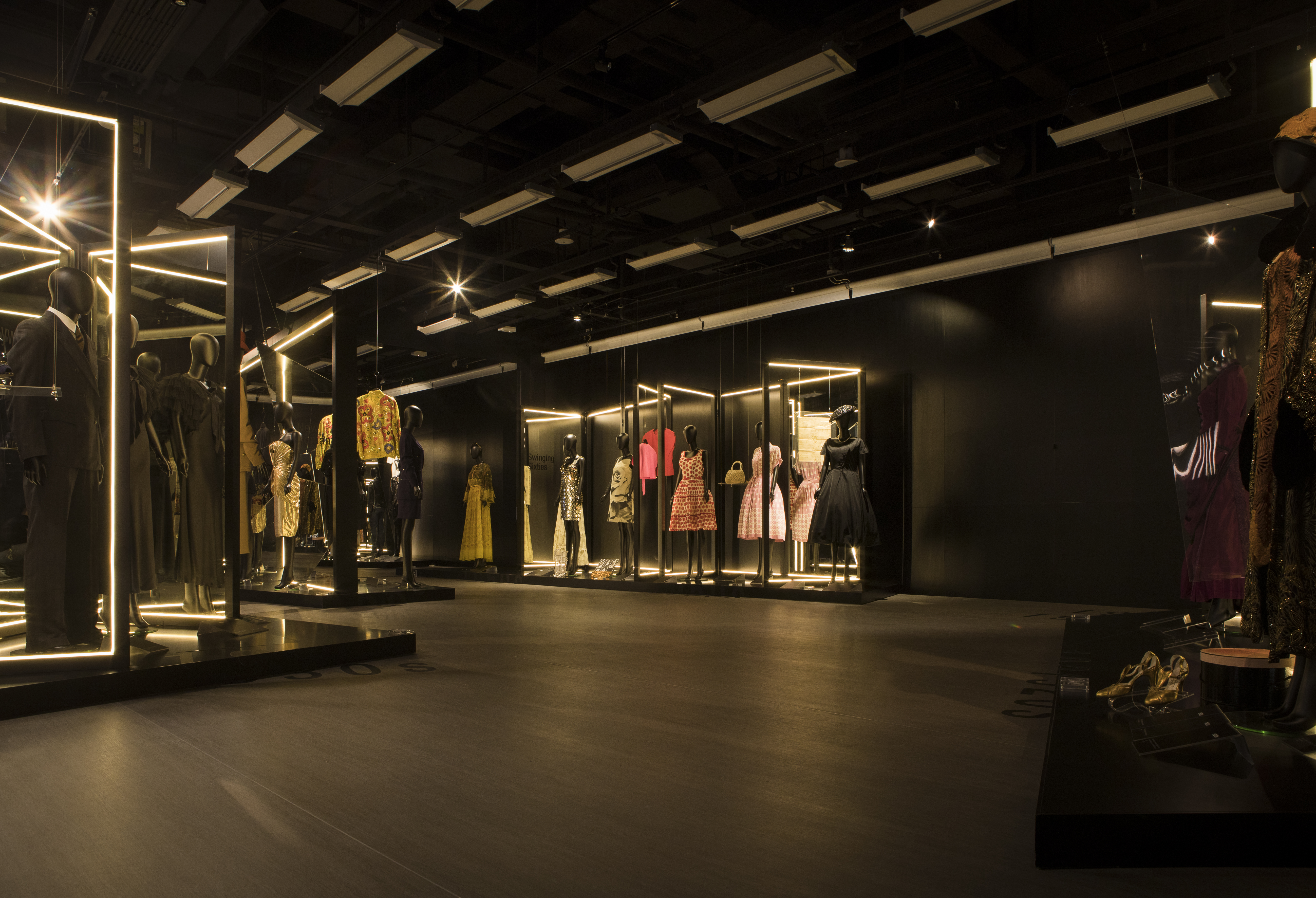
HKDI 時裝資料館 Fashion Archive 開幕展覽 <<Fashionlution>> 時裝100年展
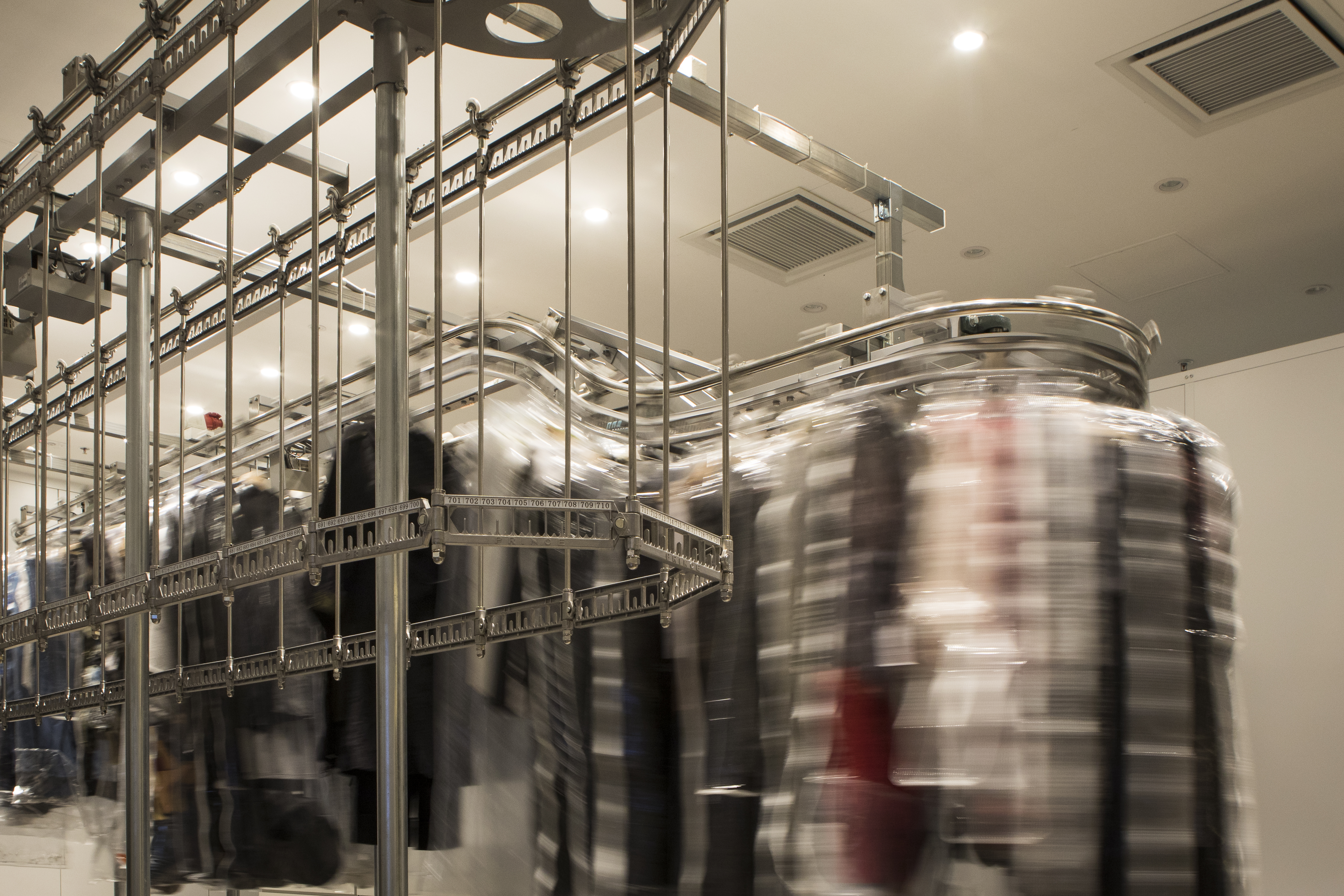
HKDI 時裝資料館 Fashion Archive

- HKDI 媒體研究所

HKDI媒體研究所致力於孕育和融合創新意念及媒體科技，並推動教育、應用研究、專業培訓及行業應用的相互作用。媒體研究所設計部有由平面設計、二維或三維動態視像及產品等專業設計服務，彰顯媒體的物質性展現方法。

HKDI 媒體研究所
HKDI 媒體研究所
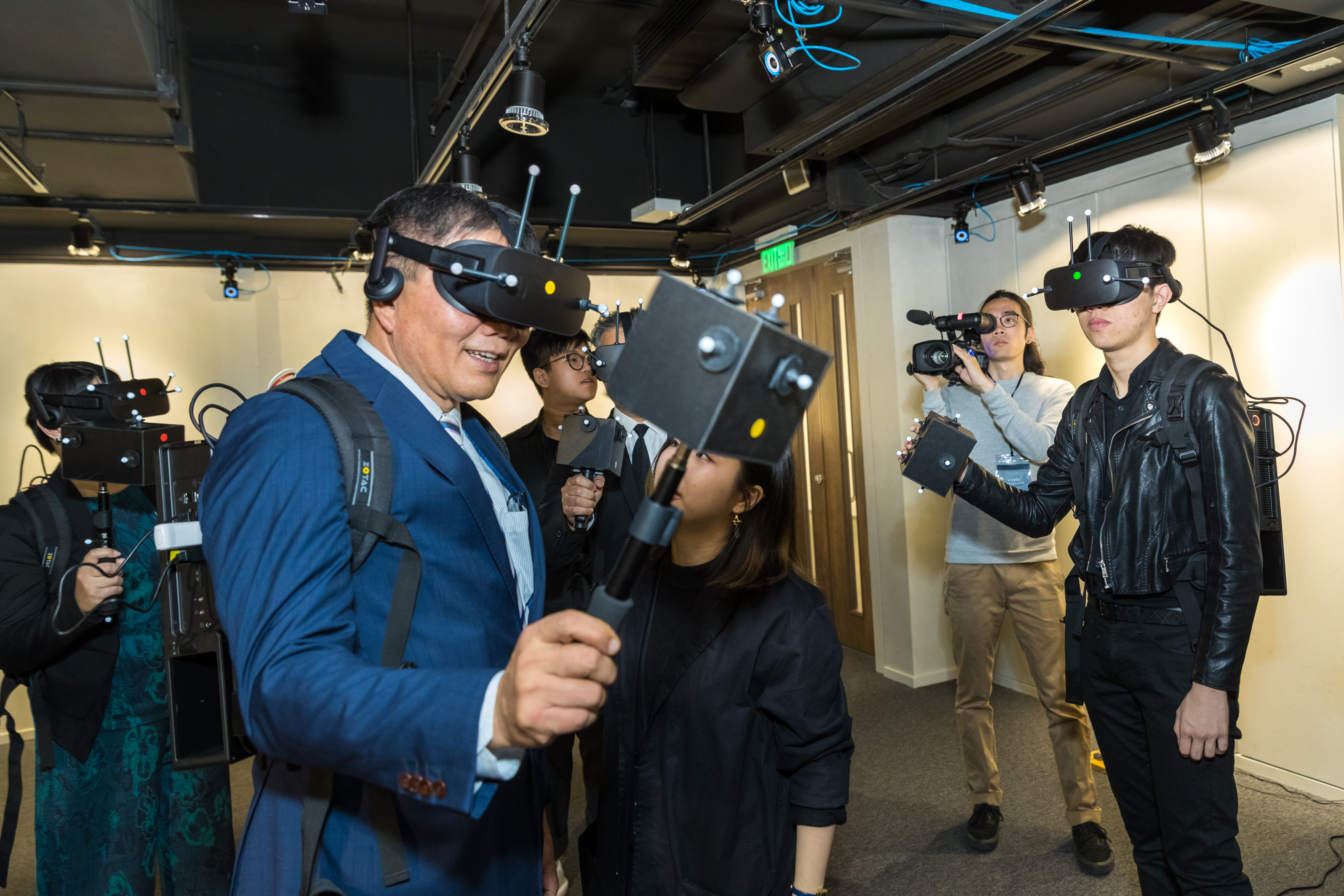
HKDI 媒體研究所

- HKDI傳意設計研究中心

HKDI傳意設計研究中心是香港知專設計學院旗下的應用研究和專業顧問團隊 ，致力提升傳意設計所有領域的知識。傳意設計研究中心作為教職員、學生和外部組織之間的知識交流平台，緊密結合實踐、研究、教學及外展等活動。
- HKDI設計企劃研究中心

HKDI設計企劃研究中心是一個獨特的跨學科交流平台，將創新設計，創意和營商的解決方案集合其中。
- HKDI社會設計工作室

HKDI社會設計工作室於2013年夏天成立，是一個全新的跨學科研究小組，旨在提供一個社會設計的研究平台，為設計提倡新方向、新領域−由設計師推動可持續發展的社會改革。
- HKDI虛擬製作錄影廠

這是香港首個專為電影藝術科技而設的教育設施，佔地9,000平方英尺，配備了ARRI 攝影機、三星微型LED顯示屏及 計算機控制的照明系统。這個錄影廠將學術界與電影行業緊密連接，賦予有志成為電影製作人的學生實踐經驗，幫助他們在專業製作中脱穎而出，塑造未來的叙事方式。
- V Music Library

V Music Library通過實踐體驗來吸引學生和公眾，從而推廣黑膠文化，並促進音樂、視覺傳播、時尚和圖像設計之間的合作。它強調黑膠唱片文化的重要性，創造了知識分享和創意表達的機會，以V-hive 的概念為中心 - 這是一個充滿活力的音樂愛好者聚集地。
- 服飾工作室

設有各樣服飾及形象工場，設有時裝設計、化妝造型、髮型設計、紡織設計等專業設備，為學員提供實踐機會。
- 視聽工作室

設有樓高9米的高清電視錄映廠、視覺特效室、電腦剪接室、音效錄音室等製作中心，高長昌數碼動畫中心更是數碼動漫創作的學習中心。
- 平面圖像工作室

設有攝影室、黑房、包裝設計室、版畫創作室、繪畫室及數碼印刷室等，提供一站式圖像，攝影及印刷學習服務，支援創意及視覺藝術科目。
- 模型工作室

設有傳統工場如金工、木工、機械、珠寶、噴油、家具等，亦有先進的雷射焊接、雷射切割和快速成型工場；完全造型設計室使傳統工藝與先進科技互相配合，設計從概念、草圖、雛形、修改而變為實物。
- 多媒體科技工作室

在多媒體設計和產品、多媒體廣告、電腦繪圖、視聽娛樂設計、遊戲設計、互動展覽設計及網頁應用與發展等多個領域配備了先進的多媒體技術，為教與學提供高素質的環境。在遊戲視像科技中心內裝置一個半球體投影器和一個移動平台，創造了一個真實的三維環境，培訓遊戲設計和開發技能。
- 自學語文中心

語文自學中心提供一個舒適且親切的環境，讓學生學習並提升語文水平。中心提供獨立學習資源，包括影音光碟、書籍、雜誌及桌上遊戲，亦安排多元化的學習活動，如工作坊、派對、表演及比賽。
- 學習資源中心

學習資源中心存有87,000多件館藏，包括書籍、期刊及影音資訊等。中心除提供圖書館服務外，亦提供多個互學互動的專門空間，鼓勵學生一同研習、討論課題，當中包括：Creative Hub、Maker Commons、Silence Booth、Studio Infinity、Video Streaming Room等等，供學生學習及討論專題習作並在此基礎上展開合作之用。

## 學系
香港知專設計學院設有四個主要學系，分別是：
建築、室內及產品設計學系
建築、室內及產品設計學系針對建築環境設計、產品及珠寶設計、活動及表演場地設計等範疇，提供具活力及創意的課程。透過與業界緊密聯繫，學系近年更開辦配合市場需要的零售及展覽場地設計相關課程。在專業及富經驗的導師指導下，學生將學習如何開發設計意念，獲得所需的科技技術，策劃項目，及能自信地表達自己的設計作品。
- 建築設計高級文憑
- 活動、展覽及表演場景設計高級文憑
- 傢俱及時尚產品設計高級文憑
- 室內設計高級文憑
- 珠寶設計及科技高級文憑
- 園境建築高級文憑
- 產品設計高級文憑

傳意設計學系
傳意設計學系的各個課程，訓練學生純熟使用視覺語言的能力，使畢業生成為能將目的、策略和創意融匯的專業傳意設計師，為就業及未來發展作好準備。學生將研習如何在靜態、動態、互動及空間環境中，以視覺設計表現不同的文字與圖像信息，探討如何使用視覺語言來表達、識別、告知及說服受眾。傳意設計學系提倡「以人為本」及以經驗為基礎，教導學生收集和剖析用戶、市場和其他環境因素的數據，從而作出合理明智的設計決策。課程更鼓勵學生獨立發展，以處理議題及設計上的問題，並啟發學生反思傳統和科技如何在當代社會中，對設計內容、發放與接收的模式帶來變革。我們希望能令新一代傳意設計者以創新的方法面對設計行業的變化，並進一步推動其發展。
- 廣告設計高級文憑
- 用戶體驗設計高級文憑
- 視覺傳意設計高級文憑
- 插畫設計高級文憑
- 視覺藝術與文化高級文憑

數碼媒體學系
數碼媒體學系為學生創造富有創意、充滿活力和先進技術的學習環境。課程涵蓋數碼媒體領域的各個創意製作範疇，包括動畫、影視製作、互動媒體、音樂和音訊科技、攝影、網站和應用程式開發、視覺特效以及跨媒介敘事。學生透過以實踐為主導的學習經歷，發展溝通和專業技能，掌握相關的科技，成為具有商業價值和創意的設計師。
- 動畫及視覺特效高級文憑
- 藝術科技高級文憑
- 數碼媒體製作高級文憑
- 電影電視及攝影高級文憑
- 音樂製作高級文憑

時裝及形象設計學系
時裝及形象設計學系與業界專業人士合作，開發了一系列廣泛而實用的課程，包括時裝設計、時裝設計男裝、時尚形象設計、時裝品牌和時尚買手、時尚媒體設計和演出服裝設計，以迎合此節奏明快、充滿活力的全球行業的需要。我們的教職員隊伍擁有豐富的專業技能、行業和學術經驗、創意才能、專業素質和奉獻精神。本地業內人士亦定期與我們分享他們的專業知識、指導及建議。除與本地行業保持密切聯繫外，我們還與其他國際大學合作夥伴及教育機構建立了包括榮譽學位銜接課程在內的良好教育聯繫。
- 演藝造型設計高級文憑
- 數碼時裝品牌策劃及採購高級文憑
- 時裝設計高級文憑
- 時裝形象設計高級文憑
- 時裝媒體設計高級文憑

以上四個學系皆由以下原香港專業教育學院學系/課程整合而成：
- 沙田分校設計系。
- 觀塘分校印刷及數媒體系。
- 葵涌分校時裝及紡織系。
- 青衣分校多媒體及互聯網科技系「多媒體展覽設計高級文憑」
- 青衣分校工程系「創意玩具及智能產品設計高級文憑」等

HKDI 除了提供兩年制的高級文憑，亦提供三所英國大學與VTC才晉高等教育學院聯辦的一年制銜接學士學位課程。

## 興建圖片

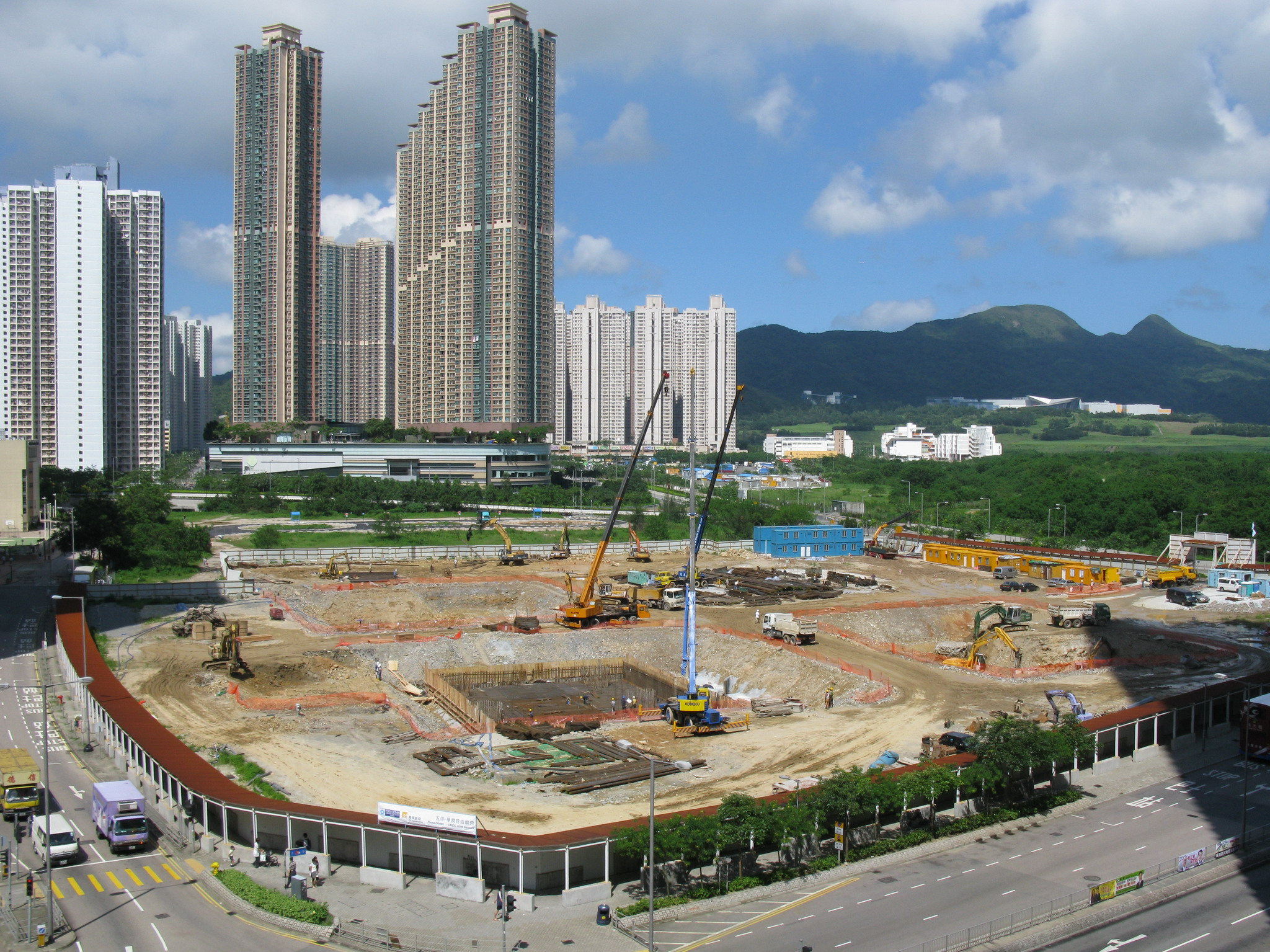
建築中的香港知專設計學院調景嶺新校舍（2008年6月）
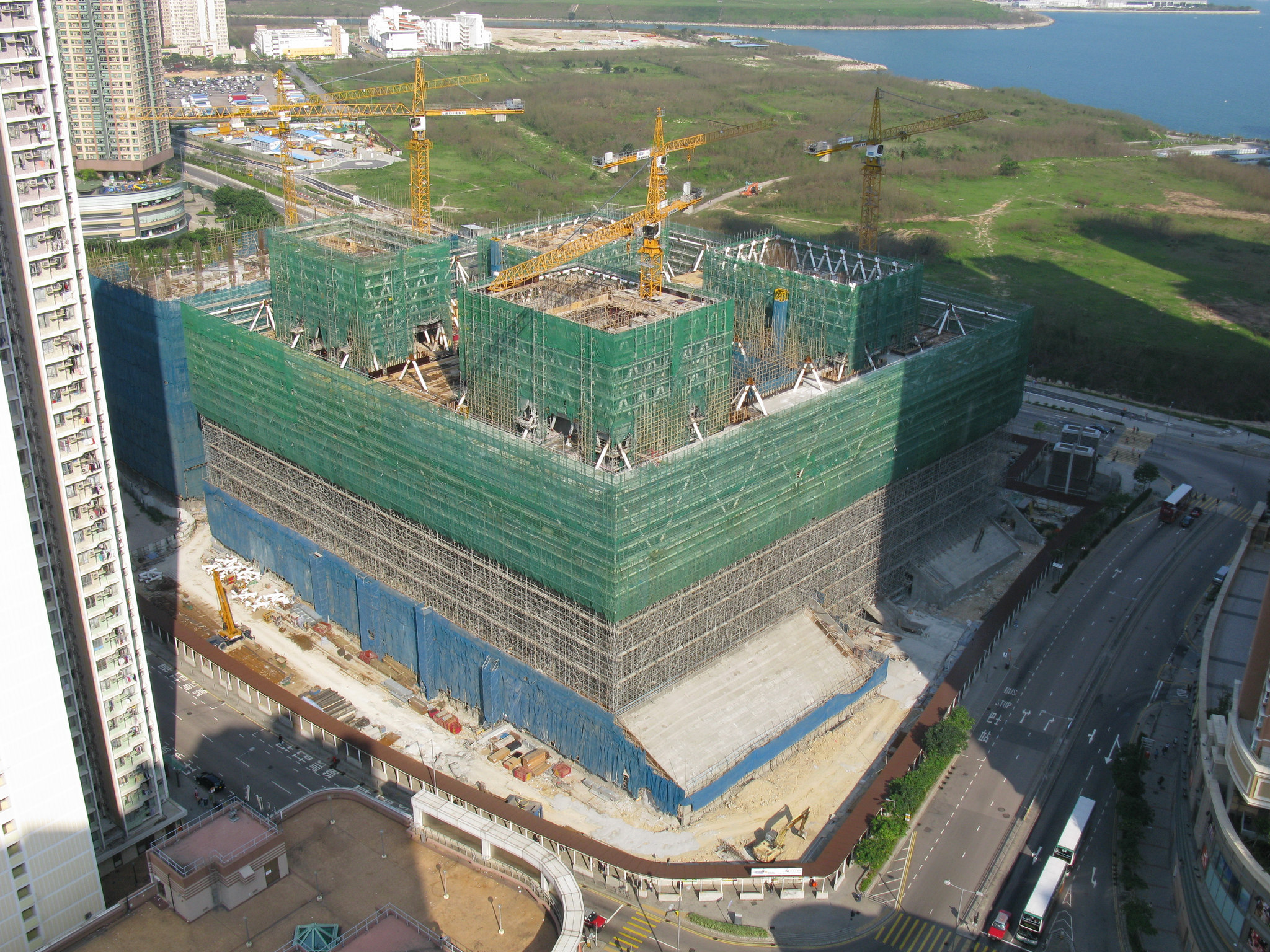
俯瞰建築中的香港知專設計學院調景嶺新校舍（2009年6月）
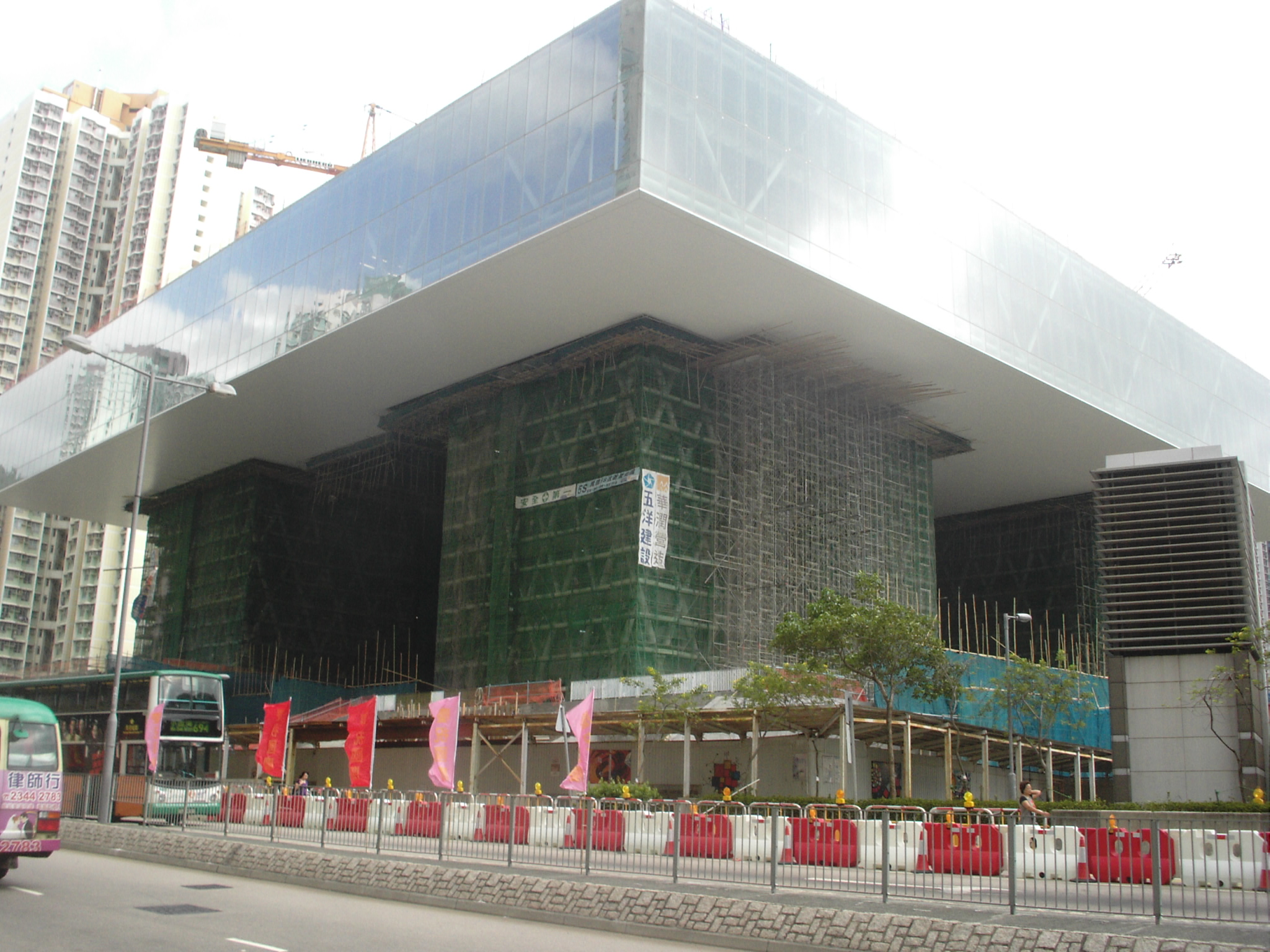
即將竣工的香港知專設計學院調景嶺新校舍（2009年9月）
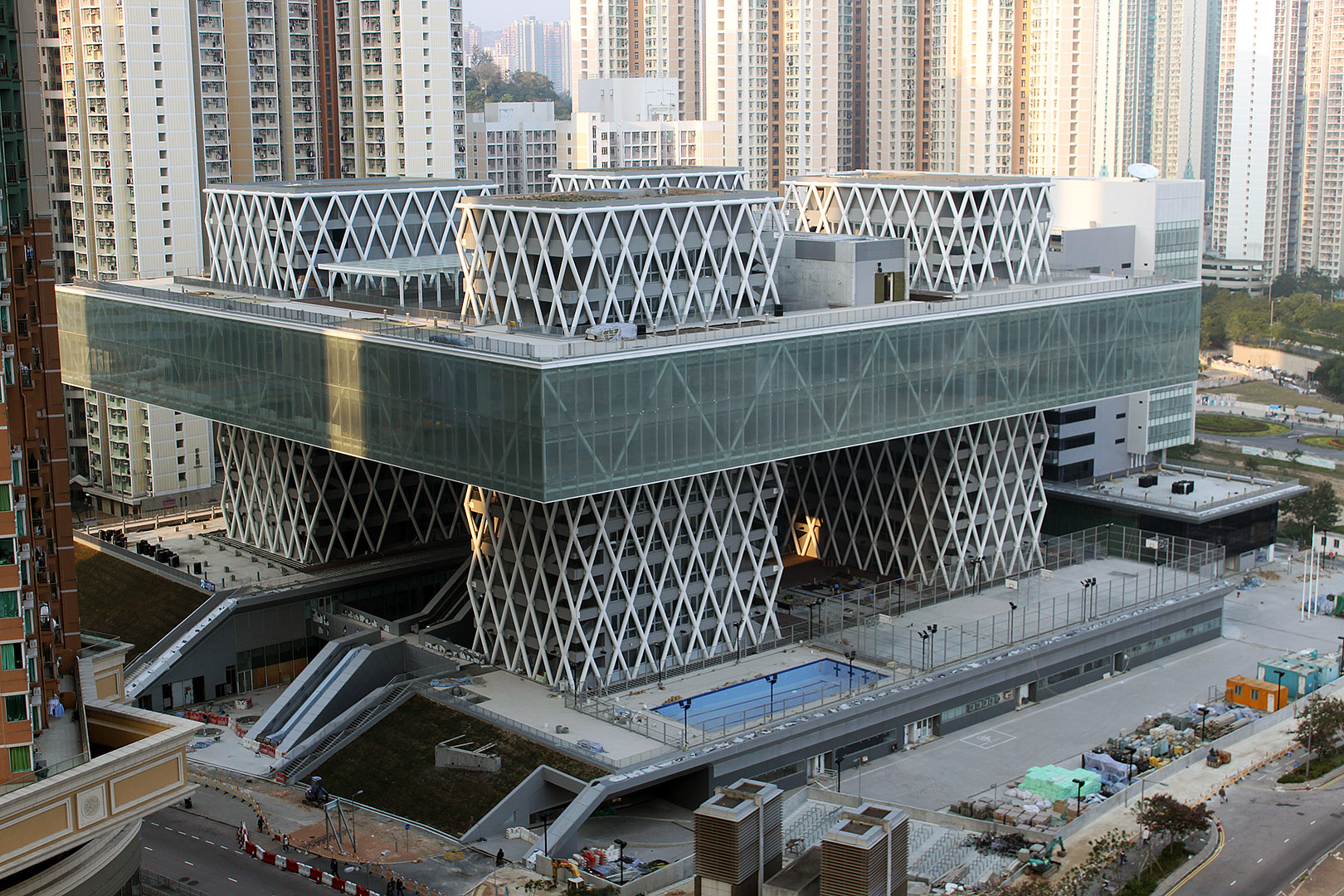
香港知專設計學院調景嶺新校舍（2010年1月）

## 校友
觀塘工業學院時期
- 梁兆賢：中華商務聯合印刷(香港)有限公司董事總經理，修讀印刷系（1983年）

李惠利工業學院時期
- 劉家寶：福特汽車首席設計師，修讀設計系（1987年）
- 葛民輝：媒體創作人，修讀設計系（夜校）

香港知專設計學院時期
- 湯凱婷（Pollie Tong）：歌手組合小塵埃成員，修讀傳意設計及數碼媒體系（數碼音樂及媒體）
- 屈霆軒（Jonathan Wut）：歌手組合小塵埃成員，修讀傳意設計及數碼媒體系（數碼音樂及媒體）
- 冼美玉 （Aries Sin）：時裝設計師，修讀時裝設計及產品開發學系，創立個人時裝設計公司MODE CREATION LIMITED及設計品牌。
- 徐逸昇（Angus Tsui）：時裝設計師，修讀時裝及形象設計學系，於2012年起參加由非牟利機構Redress Limited舉辦的多個環保時裝比賽，獲得多個奬項，引起本地及海外關注，並於2014年創立個人品牌ANGUS TSUI，更於2016年參加英國Brighton Fashion Week時裝節，2022年更為MIRROR WE ARE演唱會設計服飾。
- 陳景熙 （Calvin Chan）：時裝設計師，修讀時裝及形象設計學系，曾獲得多個奬項，更於2015年贏得「創意智優青年設計才俊獎」，他連同香港理工大學學生Joyce Kun創立個人品牌（The World is Your Oyster），該品牌主要設計男裝，在本地及海外均有發售。
- 溫嘉恆（Kelvin Wan）及黃景怡（Joyce Wong）：時裝設計師，修讀時裝設計及產品發展高級文憑，曾多次參加Redress主辦的可持續時裝設計比賽，2013年成立Wan and Wong Fashion自家品牌，於2014年被獲邀參加由Joyce贊助之Joyce Talent Shop進行銷售，更於2016年參加英國Brighton Fashion Week時裝節。
- 李美欣（Jane Lee）：2010年畢業於香港知專設計學院平面資訊設計系，在香港從事漫畫、插圖和設計的工作。
- 李星熲：香港女性YouTuber、演員。
- 陳雪聰：香港女性YouTuber、意見領袖。
- Artem Ansheles: 香港男性YouTuber、模特兒。修讀時產品及室內設計學系。
- 何啟華：香港搞笑及歌手組合ERROR_(組合)成員，修讀時電影及電視系，曾經是以網絡創作團體「學舌鳥 Mocking Jer」成員。
- 葉嘉欣：Whizoo Media設計師
- 陳鈺麟 (床哥)：香港著名Youtube組合JFFT成員。
- 張鋒良 (良少)：香港著名Youtube組合JFFT成員。
- 夏鼎泉 (米爺)：香港著名Youtube組合JFFT成員。
- 比叔：香港著名Youtube組合JFFT成員。
- 吳冰：香港YouTuber、女演員，網上短片平台小薯茄的成員。

## 重大事件
2011年2月24日中午約12時許，有多名學生乘搭扶手電梯由七樓往一樓時，該扶手電梯的頂部五個梯級突然下塌，幸未造成傷亡。
2016年10月4日下午1時許，一名就讀珠寶設計與工藝文憑的16歲男學生，據聞因老師撕功課而受刺激，由9樓位置墮樓至地面，當場身亡。校方對事件深感難過，並向其家人致以深切慰問。然而亦有消息指該名男學生並非因老師撕功課而輕生；更有指該男學生其實是事前患有情緒病，並需一直服藥治療。惟未有任何理據證明該男學生因情緒病而輕生。
2017年審計署報告指學院多處出現管理問題，包括學校的「天梯」，被指常常發生故障，校內的飯堂服務自2016年12月起已暫停。區議員曾就事件向教育局和職訓局查詢，惟未有回應。學院回應媒體指餐廳經翻新，已透過公開招標程序物色承辦商提供餐飲服務，於2018/19學年恢復營業。而原先在非上課時間開放給公眾使用，位於9樓的網球場，管理層以校園安全和保安問題為由不作開放。
2018年，有媒體發現政府地契列明學院需要開放體育設施，並可由教育局規定收費及營運詳情。不過羽毛球場每小時收費高達710元，公眾使用率僅3%；而籃球場使用率亦只有8%。有同學得悉收費後感到驚訝。記者曾向櫃枱職員查詢羽毛球場及網球場租場費用，但職員未能即時解答。職訓局亦一度拒絕提供公眾租用羽毛球場及網球場使用時數和數據。教育局回應指設施由校方管理，可向院校查詢，未有解釋不能提供數據的原因。西貢區區議員何民傑批評職訓局儼如獨立王國，難以相信局方會對開放體育設施作出有效監管。
2019年1月21日早上，該校學生在洗手間洗手時發現水喉流出的是鹹水並帶有異味，懷疑校方將鹹水喉管錯駁至淡水喉管。職業訓練局回應稱學院內部份設施供水系統出現故障，校方已隨即停止相關系統，並安排維修。惟部分學生批評校方有知悉事件後沒有即時通知學生及暫停有關設施，又稱鹹水有機會損壞學生衣物或電子儀器，未經妥善處理鹹水如觸及皮膚更可能對健康有危害，如學生財物被鹹水弄污，學生會因此蒙受損失。

### 罷課集會事件

#### 佔領中環時期
2014年9月，學院舉行罷課集會以抗議全國人民代表大會常務委員會通過831決定及爭取真普選。

#### 反修例時期
2019年9月2日，學院學生於設計大道舉行「香港知專設計學院罷課集會」，旨在反對逃犯條例（修訂）草案及要求政府落實反對逃犯條例修訂草案運動中的其他四項訴求。
2019年10月14日，一班學生於校內聚集，要求校方交出已故學生陳彥霖於事故當日在校的閉路電視影像。下午4時，校方同意於放映室內向約500名學生公開兩段閉路電視片段（包括陳經過停車場及乘搭升降機的片段），其中升降機片段正好終止於陳同學準備離開升降機一刻。惟在場學生質疑兩段片段曾被修改處理。其後，在場學生不滿並破壞大堂玻璃、至晚上約六時半散去。至晚上8時11分，有人目擊保安員搬走學校電腦。同日深夜網上流出陳同學乘搭升降機影像、及陳本人發布於個人社交網站的參與反送中運動相關片段。
2019年10月14日，校方以確保學生安全為由，宣布10月15日-17日間李惠利、觀塘、調景嶺校舍一律停課。
2019年10月15日，早上約11時，一班舊生到校內抗議，要校方交代。
2019年10月17日，中午約12時，一班學生會成員帶上口罩展開記者會，要求校方交代，邀得一些網媒採訪（如立場新聞）。下午3時30分守護孩子行動成員到校請願，要求交代真相，但校方拒收請願信。其後，守護孩子行動代表在校務處門口，宣讀宣言，放下請願信後自行離開。
2019年10月17日，無綫新聞獨家訪問陳彥霖母親，陳母堅稱女兒死因為自殺，又懷疑自己女兒患有思覺失調。
2019年10月29日，下午2時，一批知專設計學院學生及身穿黑衣蒙面人士到香港知專設計學院圍堵校長王麗蓮，校長王麗蓮與學生對話時否認閉路電視有所隱瞞，期間有學生要求她倣效香港中文大學校長段崇智發譴責警方聲明，校長王麗蓮拒絕，遭到在場人士包圍及指罵，校長王麗蓮一度受驚落淚，報稱不適需送院，但大批學生仍然包圍救護車，一度阻止校長王麗蓮及救護車離開。下午三點起，只剩副校長黃偉祖與學生討論，再到學校大堂要求校方交代真相。下午五點，多名黑衣蒙面人士不滿校方回覆，破壞校內設施，觸發灑水系統。
2019年11月7日，有市民發現學校面向景嶺路的入口加上大量鐵板和鐵閘，只留下一扇小門供使用者出入，而且加派了大量保安，形容像監獄一樣，稱會對師生造成心理壓力。
註：直至疫情後，所有鐵板圍封均被拆除，重新開放，並由新款大閘取代。

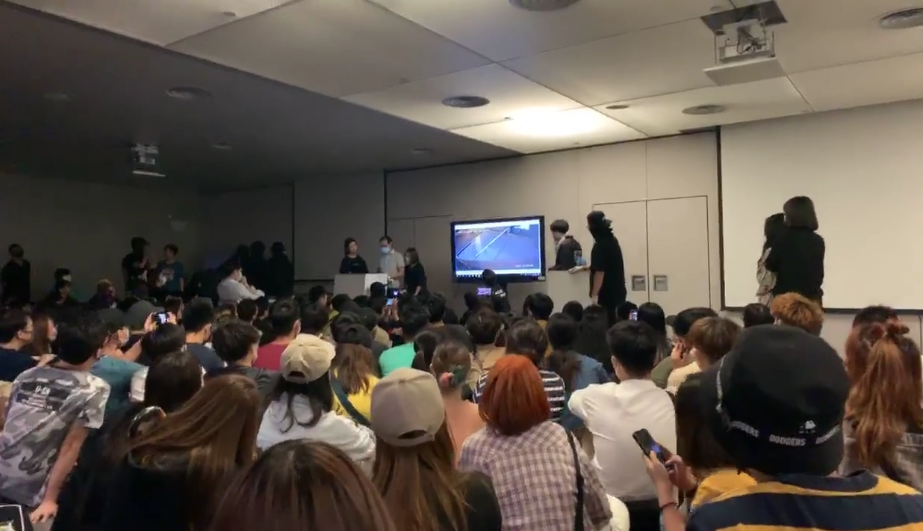
10月14日下午4時，校方容許學生進入放映室查看校方公開的閉路電視，了解當晚死者行蹤
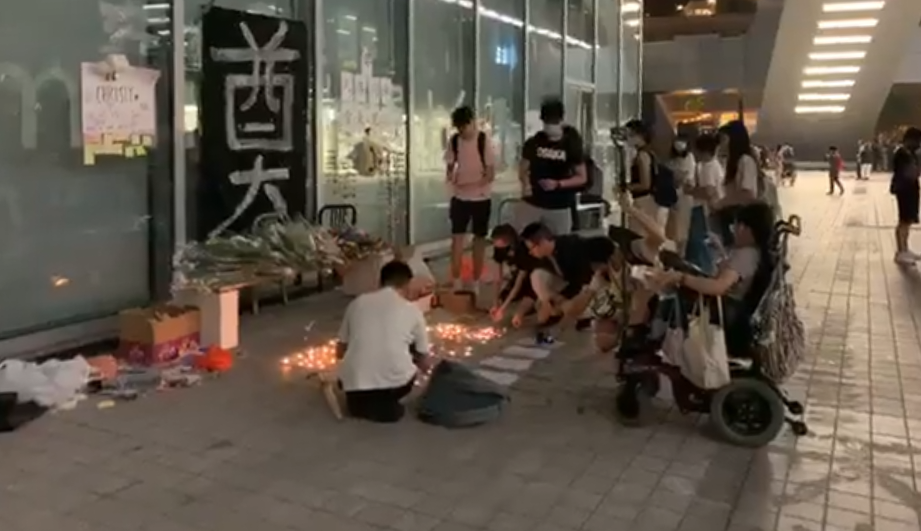
知專學院學生和市民到校內悼念陳彥霖
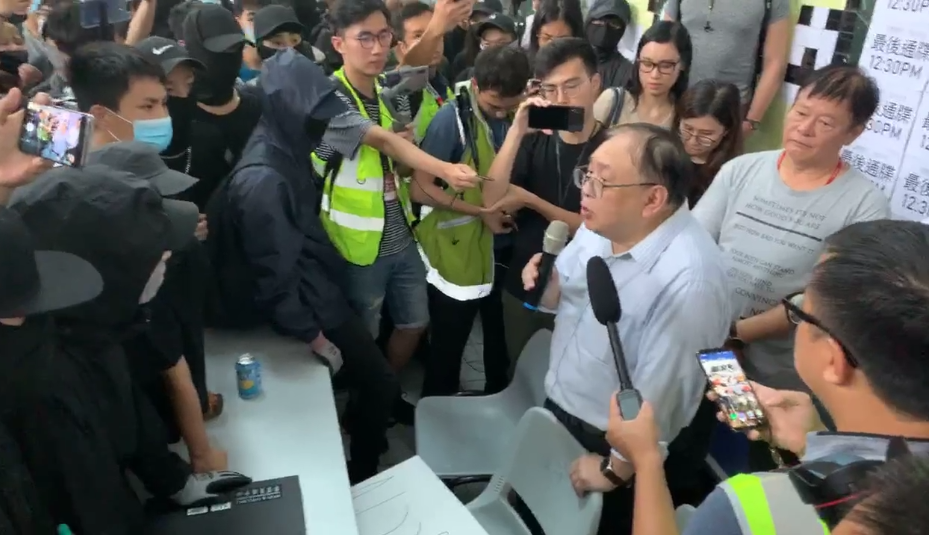
學生不滿校方只播放兩條片段
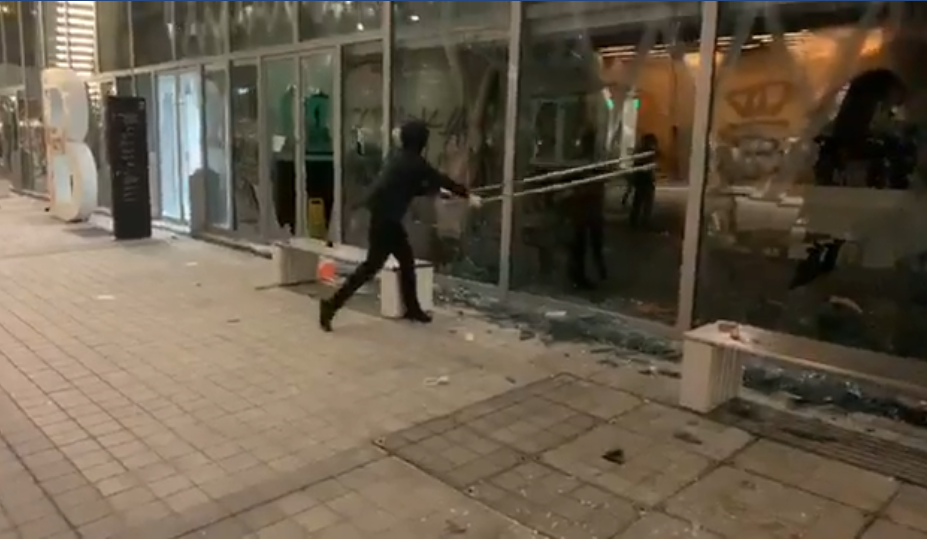
10月14日晚上，蒙面人在校園內打破玻璃
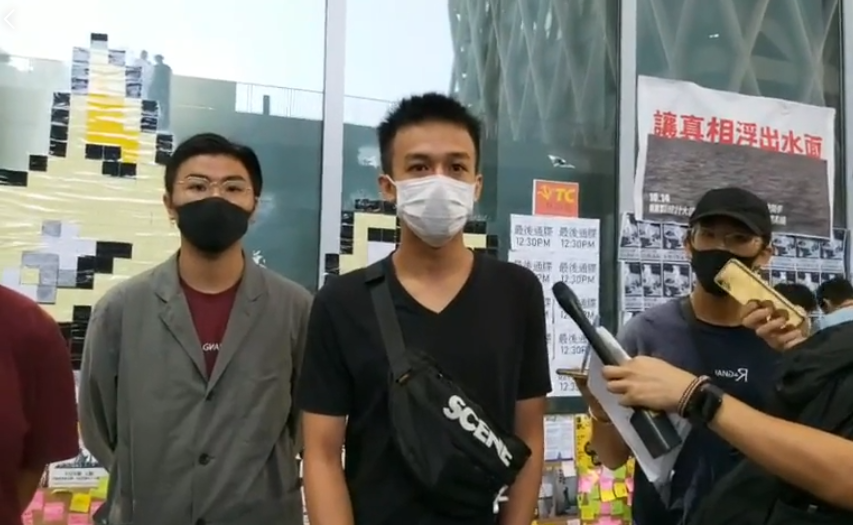
10月15日，知專就讀視覺傳意二年級的Black（化名）表示，稱目擊陳彥霖當晚離開校園後到港鐵調景嶺站
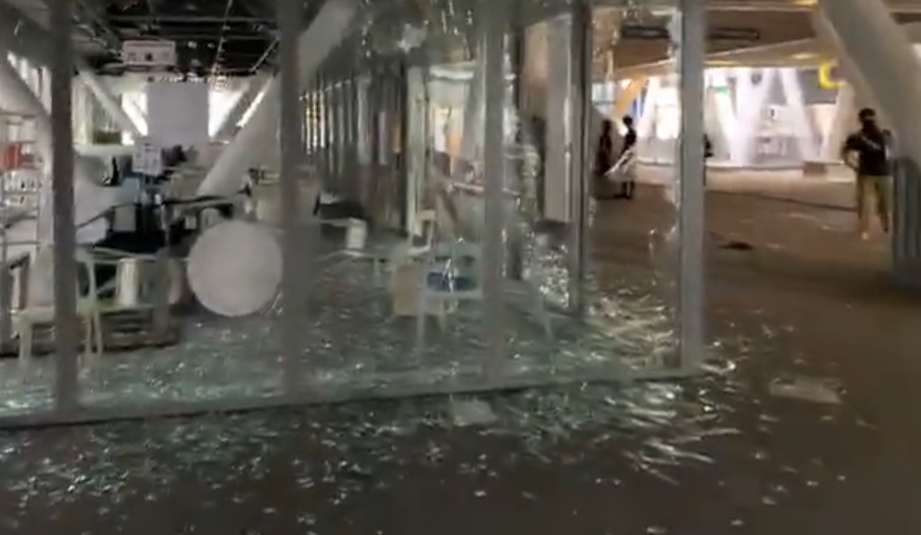
10月15日，知專7樓多處玻璃遭人打破

## 外部連結
- 官方网站